# Rencontres de la Ligue des champions de l'UEFA 2020-2021
La phase de groupes de la Ligue des champions de l'UEFA 2020-2021 débute le 20 octobre et se termine le 9 décembre 2020. Au total, 32 équipes s'affronteront dans la phase de groupes pour décider des 16 places pour les huitièmes de finale de Ligue des champions de l'UEFA 2020-2021.

## Tirage au sort
Le tirage au sort pour la phase de groupes a eu lieu le 1er octobre 2020, 17:00 CEST, au Radio télévision suisse à Genève.
Les 32 équipes sont réparties en huit groupes de quatre, avec la restriction que les équipes d'une même association ne peuvent être tirées l'une contre l'autre. Pour le tirage au sort, les équipes sont réparties dans quatre pots selon les principes suivants (article 13.06 du règlement) :
- Le pot 1 contient les tenants des titres de la Ligue des champions et de la Ligue Europa, ainsi que les champions des six meilleures associations sur la base de leurs coefficients 2020 pour les pays de l'UEFA. Si l'un des tenants du titre, ou les deux, est l'un des champions des six meilleures associations, les champions de la ou des associations les mieux classées suivantes sont également classés dans le pot 1.
- Les pots 2, 3 et 4 contiennent les équipes restantes, classées en fonction de leurs coefficients de club UEFA 2020.

| Chapeau 1                   | Chapeau 1 | Chapeau 2           | Chapeau 2 | Chapeau 3             | Chapeau 3 | Chapeau 4                | Chapeau 4 |
| --------------------------- | --------- | ------------------- | --------- | --------------------- | --------- | ------------------------ | --------- |
| Bayern Munich Ch T          | 136.000   | FC Barcelone        | 128.000   | Dynamo Kiev           | 55.000    | Lokomotiv Moscou         | 33.000    |
| Séville FC C3               | 102.000   | Atlético de Madrid  | 127.000   | Red Bull Salzbourg Ch | 53.500    | Olympique de Marseille   | 31.000    |
| Real Madrid Ch              | 134.000   | Manchester City     | 116.000   | RB Leipzig            | 49.000    | Club Bruges KV Ch        | 28.500    |
| Liverpool FC Ch             | 99.000    | Manchester United   | 100.000   | Inter Milan           | 44.000    | Borussia Mönchengladbach | 26.000    |
| Juventus FC Ch              | 117.000   | Chakhtar Donetsk Ch | 85.000    | Olympiakos Ch         | 43.000    | İstanbul Başakşehir Ch   | 21.500    |
| Paris Saint-Germain Ch      | 113.000   | Borussia Dortmund   | 85.000    | SS Lazio              | 41.000    | FC Midtjylland Ch        | 14.500    |
| Zénith Saint-Pétersbourg Ch | 64.000    | Chelsea FC          | 83.000    | FK Krasnodar          | 35.500    | Stade rennais FC         | 14.000    |
| FC Porto Ch                 | 75.000    | Ajax Amsterdam Ch   | 69.500    | Atalanta Bergame      | 33.500    | Ferencváros TC Ch        | 9.000     |

T : Tenant du titre
Ch : Champion national
C3 : Vainqueur de la Ligue Europa
Le 17 juillet 2014, le comité d'urgence de l'UEFA a décidé que les clubs ukrainiens et russes ne seraient pas tirés l'un contre l'autre "jusqu'à nouvel ordre" en raison des troubles politiques entre les pays.

De plus, pour les associations de deux équipes ou plus, les équipes sont appariées afin de les diviser en deux groupes de quatre (A – D, E – H) pour une couverture télévisuelle maximale. Les associations suivantes ont été annoncées par l'UEFA après la confirmation des équipes de la phase de groupes :
- Espagne : Real Madrid et FC Barcelone, Atlético Madrid et Séville FC
- Angleterre : Liverpool FC et Manchester United, Chelsea FC et Manchester City
- Italie : Juventus FC et Inter Milan, SS Lazio et Atalanta Bergame
- Allemagne : Bayern Munich et Borussia Dortmund, Borussia Mönchengladbach et RB Leipzig
- France : Paris Saint-Germain et Olympique de Marseille
- Russie : Zénith Saint-Pétersbourg et Lokomotiv Moscou
- Ukraine : Chakhtar Donetsk et Dynamo Kiev

Pour chaque journée, un groupe de quatre disputera ses matchs le mardi, tandis que l'autre groupe de quatre disputera ses matchs le mercredi, les deux groupes alternant à chaque journée. Les rencontres sont décidées après le tirage au sort, à l'aide d'un ordinateur non présenté au public, avec la séquence de match suivante (article 16.02 du Règlement): 
| Journée      | Dates                 |
| ------------ | --------------------- |
| 1re journée  | 20-21 octobre 2020    |
| 2e journée   | 27 et 28 octobre 2020 |
| 3ème journée | 3-4 novembre 2020     |
| 4ème journée | 24-25 novembre 2020   |
| 5ème journée | 1-2 décembre 2020     |
| 6ème journée | 8-9 décembre 2020     |

Il existe des restrictions de calendrier: par exemple, des équipes de la même ville (par exemple Le Real Madrid et l'Atlético Madrid , Manchester United et Manchester City) ne sont pas programmées pour jouer à domicile la même journée, ainsi que les équipes de l'Est du continent (par exemple la Russie) ne sont pas programmées pour jouer à domicile la dernière journée à cause du climat.

## Équipes participantes
Voici les équipes participantes (avec leurs coefficients de club UEFA 2020) groupées selon leur pot d'appartenance. Ils comprennent:
- 26 équipes qui entrent dans cette étape
- 6 gagnants de la phase de play-off (4 par la voie des champions, 2 par la voie de la ligue )

Les équipes sont classées en fonction des points (3 points pour une victoire, 1 point pour un match nul, 0 points pour une perte) et, en cas d’égalité de points, les critères de départage suivants sont appliqués, dans l’ordre donné, pour déterminer le classement (Règlements Articles 17.01):
1. Points dans les matchs face à face entre les équipes à égalité;
2. Différence de buts dans les matches en face à face entre les équipes à égalité;
3. Les buts ont été marqués lors de matches en confrontation entre des équipes à égalité.
4. Les buts à l'extérieur ont été marqués lors de matches en face à face entre des équipes à égalité;
5. Si plus de deux équipes sont à égalité, et après avoir appliqué tous les critères de face à face ci-dessus, un sous-ensemble d'équipes l'est toujours, tous les critères de face à face mentionnés ci-dessus sont réappliqués exclusivement à ce sous-ensemble d'équipes;
6. Différence de buts dans tous les matches de groupe;
7. Les buts ont été marqués dans tous les matches de groupe;
8. Les buts marqués à l'extérieur dans tous les matches de groupe;
9. Victoires dans tous les matches de groupe;
10. Victoires à l'extéreiur dans tous les matches de groupe;
11. Discipline (carton rouge = 3 points, carton jaune = 1 point, expulsion de deux cartons jaunes lors d'un match = 3 points);
12. Coefficient club UEFA.

Les matches se déroulent du 20 au 21 octobre, du 27 au 28 octobre, du 3 au 4 novembre, du 24 au 25 novembre, du 1 au 2 décembre et du 8 au 9 décembre 2020. Les heures de coup d'envoi prévues sont 21h00 CET / CEST, avec deux matches mardi et mercredi programmés à 18h55 CET / CEST. 
| Légende des couleurs                                                         |
| ---------------------------------------------------------------------------- |
| Premiers et deuxièmes de groupe se qualifient pour les huitièmes de finale   |
| Troisièmes de groupe sont repêchés en seizièmes de finale de la Ligue Europa |

Atlético de Madrid
Real Madrid
Manchester City
Manchester United

## Phases de groupes
Légende des classements
- Qualifié pour les huitièmes de finale
- Repêché en seizièmes de finale de la Ligue Europa

Légende des résultats
- Victoire à domicile
- Match nul
- Victoire à l'extérieur

### Groupe A
| Rang | Équipe             | Pts | J | G | N | P | Bp | Bc | Diff |  | Résultats (▼ dom., ► ext.) |     |     |     |     |
| ---- | ------------------ | --- | - | - | - | - | -- | -- | ---- |  | -------------------------- | --- | --- | --- | --- |
| 1    | Bayern Munich      | 16  | 6 | 5 | 1 | 0 | 18 | 5  | +13  |  | Bayern Munich              |     | 4-0 | 3-1 | 2-0 |
| 2    | Atlético de Madrid | 9   | 6 | 2 | 3 | 1 | 7  | 8  | -1   |  | Atlético de Madrid         | 1-1 |     | 3-2 | 0-0 |
| 3    | Red Bull Salzbourg | 4   | 6 | 1 | 1 | 4 | 10 | 17 | -7   |  | Red Bull Salzbourg         | 2-6 | 0-2 |     | 2-2 |
| 4    | Lokomotiv Moscou   | 3   | 6 | 0 | 3 | 3 | 5  | 10 | -5   |  | Lokomotiv Moscou           | 1-2 | 1-1 | 1-3 |     |

| 1re journée                | Red Bull Salzbourg             | 2 - 2   | Lokomotiv Moscou           | Red Bull Arena, Salzbourg                                                       |                                                                                 |
| 21 octobre 2020 18h55 CEST | Szoboszlai 45e · Junuzović 50e | (1 - 1) | 19e Éder · 75e Lisakovitch | Spectateurs : 3 000 Arbitrage : Serdar Gözübüyük Arbitre vidéo : Pol van Boekel | Spectateurs : 3 000 Arbitrage : Serdar Gözübüyük Arbitre vidéo : Pol van Boekel |
| 21 octobre 2020 18h55 CEST | Szoboszlai 41e                 | Rapport | 80e Kulikov                | Spectateurs : 3 000 Arbitrage : Serdar Gözübüyük Arbitre vidéo : Pol van Boekel | Spectateurs : 3 000 Arbitrage : Serdar Gözübüyük Arbitre vidéo : Pol van Boekel |

| 1re journée                | Bayern Munich                              | 4 - 0   | Atlético de Madrid                                   | Allianz Arena, Munich                                                     |                                                                           |
| 21 octobre 2020 21h00 CEST | Coman 28e 72e · Goretzka 41e · Tolisso 66e | (2 - 0) |                                                      | Spectateurs : 0 Arbitrage : Michael Oliver Arbitre vidéo : Stuart Attwell | Spectateurs : 0 Arbitrage : Michael Oliver Arbitre vidéo : Stuart Attwell |
| 21 octobre 2020 21h00 CEST | Alaba 5e · Müller 21e                      | Rapport | 43e Lodi · 44e Koke · 45+1e Herrera · 90+2e Torreira | Spectateurs : 0 Arbitrage : Michael Oliver Arbitre vidéo : Stuart Attwell | Spectateurs : 0 Arbitrage : Michael Oliver Arbitre vidéo : Stuart Attwell |

| 2e journée                | Lokomotiv Moscou                                   | 1 - 2   | Bayern Munich              | RZD Arena, Moscou                                                                           |                                                                                             |
| 27 octobre 2020 18h55 CET | Miranchuk 70e                                      | (0 - 1) | 13e Goretzka · 79e Kimmich | Spectateurs : 8 196 Arbitrage : István Kovács Arbitre vidéo : Alejandro Hernández Hernández | Spectateurs : 8 196 Arbitrage : István Kovács Arbitre vidéo : Alejandro Hernández Hernández |
| 27 octobre 2020 18h55 CET | Jivogliadov 17e · Cerqueira 50e · Jemaletdinov 84e | Rapport | 47e Hernandez              | Spectateurs : 8 196 Arbitrage : István Kovács Arbitre vidéo : Alejandro Hernández Hernández | Spectateurs : 8 196 Arbitrage : István Kovács Arbitre vidéo : Alejandro Hernández Hernández |

| 2e journée                | Atlético de Madrid           | 3 - 2   | Red Bull Salzbourg               | Estadio Metropolitano, Madrid                                          |                                                                        |
| 27 octobre 2020 21h00 CET | Llorente 29e · Félix 52e 85e | (1 - 1) | 40e Szoboszlai · 47e Felipe(csc) | Spectateurs : 0 Arbitrage : Marco Guida Arbitre vidéo : Marco Di Bello | Spectateurs : 0 Arbitrage : Marco Guida Arbitre vidéo : Marco Di Bello |
| 27 octobre 2020 21h00 CET | Llorente 64e                 | Rapport | 13e Ramalho · 23e Wöber          | Spectateurs : 0 Arbitrage : Marco Guida Arbitre vidéo : Marco Di Bello | Spectateurs : 0 Arbitrage : Marco Guida Arbitre vidéo : Marco Di Bello |

| 3e journée                | Lokomotiv Moscou                                                                | 1 - 1   | Atlético de Madrid                             | RZD Arena, Moscou                                                            |                                                                              |
| 3 novembre 2020 18h55 CET | Miranchuk 25e (pen.)                                                            | (1 - 1) | 18e Giménez                                    | Spectateurs : 8 147 Arbitrage : Benoît Bastien Arbitre vidéo : Willy Delajod | Spectateurs : 8 147 Arbitrage : Benoît Bastien Arbitre vidéo : Willy Delajod |
| 3 novembre 2020 18h55 CET | Cerqueira 29e · Krychowiak 51e · Rajković 54e · Jemaletdinov 70e · Ignatiev 83e | Rapport | 24e Suárez · 25e Herrera · 44e Saúl · 49e Lodi | Spectateurs : 8 147 Arbitrage : Benoît Bastien Arbitre vidéo : Willy Delajod | Spectateurs : 8 147 Arbitrage : Benoît Bastien Arbitre vidéo : Willy Delajod |

| 3e journée                | Red Bull Salzbourg       | 2 - 6   | Bayern Munich                                                                                | Red Bull Arena, Salzbourg                                                        |                                                                                  |
| 3 novembre 2020 21h00 CET | Berisha 4e · Okugawa 66e | (1 - 2) | 21e (pen.) 88e Lewandowski · 44e (csc) Kristensen · 79e Boateng · 83e Sané · 90+2e Hernandez | Spectateurs : 0 Arbitrage : Aleksei Kulbakov Arbitre vidéo : Massimiliano Irrati | Spectateurs : 0 Arbitrage : Aleksei Kulbakov Arbitre vidéo : Massimiliano Irrati |
| 3 novembre 2020 21h00 CET | Camara 53e · Mwepu 85e   | Rapport | 23e Pavard · 68e Gnabry                                                                      | Spectateurs : 0 Arbitrage : Aleksei Kulbakov Arbitre vidéo : Massimiliano Irrati | Spectateurs : 0 Arbitrage : Aleksei Kulbakov Arbitre vidéo : Massimiliano Irrati |

| 4e journée                 | Bayern Munich                                | 3 - 1   | Red Bull Salzbourg       | Allianz Arena, Munich                                                      |                                                                            |
| 25 novembre 2020 21h00 CET | Lewandowski 42e · Wöber 52e (csc) · Sané 68e | (1 - 0) | 73e Berisha              | Spectateurs : 0 Arbitrage : Orel Grinfeld Arbitre vidéo : Roi Reinshreiber | Spectateurs : 0 Arbitrage : Orel Grinfeld Arbitre vidéo : Roi Reinshreiber |
| 25 novembre 2020 21h00 CET | Neuer 24e · Roca 48e, 66e                    | Rapport | 58e Koïta · 90+5e Camara | Spectateurs : 0 Arbitrage : Orel Grinfeld Arbitre vidéo : Roi Reinshreiber | Spectateurs : 0 Arbitrage : Orel Grinfeld Arbitre vidéo : Roi Reinshreiber |

| 4e journée                 | Atlético de Madrid | 0 - 0   | Lokomotiv Moscou | Estadio Metropolitano, Madrid                                             |                                                                           |
| 25 novembre 2020 21h00 CET |                    | (0 - 0) |                  | Spectateurs : 0 Arbitrage : Slavko Vinčić Arbitre vidéo : Bastian Dankert | Spectateurs : 0 Arbitrage : Slavko Vinčić Arbitre vidéo : Bastian Dankert |
| 25 novembre 2020 21h00 CET | Rapport            |         |                  | Spectateurs : 0 Arbitrage : Slavko Vinčić Arbitre vidéo : Bastian Dankert | Spectateurs : 0 Arbitrage : Slavko Vinčić Arbitre vidéo : Bastian Dankert |

| 5e journée                  | Lokomotiv Moscou                            | 1 - 3   | Red Bull Salzbourg                         | RZD Arena, Moscou                                                                |                                                                                  |
| 1er décembre 2020 18h55 CET | Miranchuk 79e (pen.)                        | (0 - 2) | 28e 41e Berisha · 81e Adeyemi              | Spectateurs : 6 759 Arbitrage : Ali Palabıyık Arbitre vidéo : Abdulkadir Bitigen | Spectateurs : 6 759 Arbitrage : Ali Palabıyık Arbitre vidéo : Abdulkadir Bitigen |
| 1er décembre 2020 18h55 CET | Moukhine 62e · Ignatiev 79e · Cerqueira 80e | Rapport | 45+1e Camara · 80e Ramalho · 80e Stankovic | Spectateurs : 6 759 Arbitrage : Ali Palabıyık Arbitre vidéo : Abdulkadir Bitigen | Spectateurs : 6 759 Arbitrage : Ali Palabıyık Arbitre vidéo : Abdulkadir Bitigen |

| 5e journée                  | Atlético de Madrid | 1 - 1   | Bayern Munich     | Estadio Metropolitano, Madrid                                                |                                                                              |
| 1er décembre 2020 21h00 CET | Félix 26e          | (1 - 0) | 86e (pen.) Müller | Spectateurs : 0 Arbitrage : Clément Turpin Arbitre vidéo : François Letexier | Spectateurs : 0 Arbitrage : Clément Turpin Arbitre vidéo : François Letexier |
| 1er décembre 2020 21h00 CET | Savić 86e          | Rapport | 43e Sarr          | Spectateurs : 0 Arbitrage : Clément Turpin Arbitre vidéo : François Letexier | Spectateurs : 0 Arbitrage : Clément Turpin Arbitre vidéo : François Letexier |

| 6e journée                | Bayern Munich                | 2 - 0   | Lokomotiv Moscou | Allianz Arena, Munich                                                          |                                                                                |
| 9 décembre 2020 21h00 CET | Süle 63e · Choupo-Moting 80e | (0 - 0) |                  | Spectateurs : 0 Arbitrage : Sandro Schärer Arbitre vidéo : Massimiliano Irrati | Spectateurs : 0 Arbitrage : Sandro Schärer Arbitre vidéo : Massimiliano Irrati |
| 9 décembre 2020 21h00 CET | Boateng 64e · Sané 69e       | Rapport | 60e Jivogliadov  | Spectateurs : 0 Arbitrage : Sandro Schärer Arbitre vidéo : Massimiliano Irrati | Spectateurs : 0 Arbitrage : Sandro Schärer Arbitre vidéo : Massimiliano Irrati |

| 6e journée                | Red Bull Salzbourg | 0 - 2   | Atlético de Madrid                  | Red Bull Arena, Salzbourg                                                 |                                                                           |
| 9 décembre 2020 21h00 CET |                    | (0 - 1) | 39e Hermoso · 86e Ferreira Carrasco | Spectateurs : 0 Arbitrage : Anthony Taylor Arbitre vidéo : Stuart Attwell | Spectateurs : 0 Arbitrage : Anthony Taylor Arbitre vidéo : Stuart Attwell |
| 9 décembre 2020 21h00 CET | Ramalho 71e        | Rapport | 45+1e Hermoso · 61e Savić           | Spectateurs : 0 Arbitrage : Anthony Taylor Arbitre vidéo : Stuart Attwell | Spectateurs : 0 Arbitrage : Anthony Taylor Arbitre vidéo : Stuart Attwell |

### Groupe B
| Rang | Équipe                   | Pts | J | G | N | P | Bp | Bc | Diff |  | Résultats (▼ dom., ► ext.) |     |     |     |     |
| ---- | ------------------------ | --- | - | - | - | - | -- | -- | ---- |  | -------------------------- | --- | --- | --- | --- |
| 1    | Real Madrid              | 10  | 6 | 3 | 1 | 2 | 11 | 9  | +2   |  | Real Madrid                |     | 2-0 | 2-3 | 3-2 |
| 2    | Borussia Mönchengladbach | 8   | 6 | 2 | 2 | 2 | 16 | 9  | +7   |  | Borussia Mönchengladbach   | 2-2 |     | 4-0 | 2-3 |
| 3    | Chakhtar Donetsk         | 8   | 6 | 2 | 2 | 2 | 5  | 12 | -7   |  | Chakhtar Donetsk           | 2-0 | 0-6 |     | 0-0 |
| 4    | Inter Milan              | 6   | 6 | 1 | 3 | 2 | 7  | 9  | -2   |  | Inter Milan                | 0-2 | 2-2 | 0-0 |     |

| 1re journée                | Real Madrid               | 2 - 3   | Chakhtar Donetsk                          | Stade Alfredo-Di-Stéfano, Madrid                                             |                                                                              |
| 21 octobre 2020 18h55 CEST | Modrić 54e · Vinícius 59e | (0 - 3) | 29e Tetê · 33e (csc) Varane · 42e Solomon | Spectateurs : 0 Arbitrage : Srđan Jovanović Arbitre vidéo : Szymon Marciniak | Spectateurs : 0 Arbitrage : Srđan Jovanović Arbitre vidéo : Szymon Marciniak |
| 21 octobre 2020 18h55 CEST | Asensio 34e · Militão 87e | Rapport | 8e Kornienko · 83e Bondar                 | Spectateurs : 0 Arbitrage : Srđan Jovanović Arbitre vidéo : Szymon Marciniak | Spectateurs : 0 Arbitrage : Srđan Jovanović Arbitre vidéo : Szymon Marciniak |

| 1re journée                | Inter Milan                                   | 2 - 2   | Borussia Mönchengladbach            | Stade San Siro, Milan                                                        |                                                                              |
| 21 octobre 2020 21h00 CEST | Lukaku 49e 90e                                | (0 - 0) | 63e (pen.) Bensebaini · 84e Hofmann | Spectateurs : 1 000 Arbitrage : Björn Kuipers Arbitre vidéo : Danny Makkelie | Spectateurs : 1 000 Arbitrage : Björn Kuipers Arbitre vidéo : Danny Makkelie |
| 21 octobre 2020 21h00 CEST | D'Ambrosio 17e · de Vrij 65e · Handanovič 82e | Rapport | 68e Kramer                          | Spectateurs : 1 000 Arbitrage : Björn Kuipers Arbitre vidéo : Danny Makkelie | Spectateurs : 1 000 Arbitrage : Björn Kuipers Arbitre vidéo : Danny Makkelie |

| 2e journée                | Chakhtar Donetsk | 0 - 0   | Inter Milan             | Stade olympique de Kiev, Kiev                                                |                                                                              |
| 27 octobre 2020 18h55 CET |                  | (0 - 0) |                         | Spectateurs : 10 178 Arbitrage : Georgi Kabakov Arbitre vidéo : Felix Zwayer | Spectateurs : 10 178 Arbitrage : Georgi Kabakov Arbitre vidéo : Felix Zwayer |
| 27 octobre 2020 18h55 CET |                  | Rapport | 31e Bastoni · 64e Vidal | Spectateurs : 10 178 Arbitrage : Georgi Kabakov Arbitre vidéo : Felix Zwayer | Spectateurs : 10 178 Arbitrage : Georgi Kabakov Arbitre vidéo : Felix Zwayer |

| 2e journée                | Borussia Mönchengladbach                  | 2 - 2   | Real Madrid                  | Borussia-Park, Mönchengladbach                                          |                                                                         |
| 27 octobre 2020 21h00 CET | Thuram 33e 58e                            | (1 - 0) | 87e Benzema · 90+3e Casemiro | Spectateurs : 0 Arbitrage : Orel Grinfeld Arbitre vidéo : João Pinheiro | Spectateurs : 0 Arbitrage : Orel Grinfeld Arbitre vidéo : João Pinheiro |
| 27 octobre 2020 21h00 CET | Stindl 56e · Bensebaini 79e · Neuhaus 85e | Rapport | 89e Casemiro                 | Spectateurs : 0 Arbitrage : Orel Grinfeld Arbitre vidéo : João Pinheiro | Spectateurs : 0 Arbitrage : Orel Grinfeld Arbitre vidéo : João Pinheiro |

| 3e journée                | Chakhtar Donetsk             | 0 - 6   | Borussia Mönchengladbach                                         | Stade olympique de Kiev, Kiev                                               |                                                                             |
| 3 novembre 2020 18h55 CET |                              | (0 - 4) | 8e 26e 79e Pléa · 17e (csc) Bondar · 44e Bensebaini · 65e Stindl | Spectateurs : 0 Arbitrage : Serdar Gözübüyük Arbitre vidéo : Pol van Boekel | Spectateurs : 0 Arbitrage : Serdar Gözübüyük Arbitre vidéo : Pol van Boekel |
| 3 novembre 2020 18h55 CET | Khocholava 46e · Solomon 63e | Rapport | 90e Lang                                                         | Spectateurs : 0 Arbitrage : Serdar Gözübüyük Arbitre vidéo : Pol van Boekel | Spectateurs : 0 Arbitrage : Serdar Gözübüyük Arbitre vidéo : Pol van Boekel |

| 3e journée                | Real Madrid                                              | 3 - 2   | Inter Milan                            | Stade Alfredo-Di-Stéfano, Madrid                                             |                                                                              |
| 3 novembre 2020 21h00 CET | Benzema 25e · Ramos 33e · Rodrygo 80e                    | (2 - 1) | 35e Martínez · 68e Perišić             | Spectateurs : 0 Arbitrage : Clément Turpin Arbitre vidéo : François Letexier | Spectateurs : 0 Arbitrage : Clément Turpin Arbitre vidéo : François Letexier |
| 3 novembre 2020 21h00 CET | Mendy 48e · Valverde 62e · Casemiro 85e · Courtois 90+2e | Rapport | 44e Vidal · 51e Brozović · 72e Barella | Spectateurs : 0 Arbitrage : Clément Turpin Arbitre vidéo : François Letexier | Spectateurs : 0 Arbitrage : Clément Turpin Arbitre vidéo : François Letexier |

| 4e journée                 | Borussia Mönchengladbach                                  | 4 - 0   | Chakhtar Donetsk | Borussia-Park, Mönchengladbach                                              |                                                                             |
| 25 novembre 2020 18h55 CET | Stindl 17e (pen.) · Elvedi 34e · Embolo 45+1e · Wendt 77e | (3 - 0) |                  | Spectateurs : 0 Arbitrage : Cüneyt Çakır Arbitre vidéo : Abdulkadir Bitigen | Spectateurs : 0 Arbitrage : Cüneyt Çakır Arbitre vidéo : Abdulkadir Bitigen |
| 25 novembre 2020 18h55 CET | Lazaro 48e · Lainer 90+1e                                 | Rapport | 45e Stepanenko   | Spectateurs : 0 Arbitrage : Cüneyt Çakır Arbitre vidéo : Abdulkadir Bitigen | Spectateurs : 0 Arbitrage : Cüneyt Çakır Arbitre vidéo : Abdulkadir Bitigen |

| 4e journée                 | Inter Milan                                  | 0 - 2   | Real Madrid                         | Stade San Siro, Milan                                                     |                                                                           |
| 25 novembre 2020 21h00 CET |                                              | (0 - 1) | 7e (pen.) Hazard · 59e (csc) Hakimi | Spectateurs : 0 Arbitrage : Anthony Taylor Arbitre vidéo : Stuart Attwell | Spectateurs : 0 Arbitrage : Anthony Taylor Arbitre vidéo : Stuart Attwell |
| 25 novembre 2020 21h00 CET | Gagliardini 19e · Vidal 33e, 33e · Sensi 86e | Rapport |                                     | Spectateurs : 0 Arbitrage : Anthony Taylor Arbitre vidéo : Stuart Attwell | Spectateurs : 0 Arbitrage : Anthony Taylor Arbitre vidéo : Stuart Attwell |

| 5e journée                  | Chakhtar Donetsk           | 2 - 0   | Real Madrid | Stade olympique de Kiev, Kiev                                        |                                                                      |
| 1er décembre 2020 18h55 CET | Dentinho 57e · Solomon 82e | (0 - 0) |             | Spectateurs : 0 Arbitrage : Ovidiu Haţegan Arbitre vidéo : Paweł Gil | Spectateurs : 0 Arbitrage : Ovidiu Haţegan Arbitre vidéo : Paweł Gil |
| 1er décembre 2020 18h55 CET |                            | Rapport | 14e Varane  | Spectateurs : 0 Arbitrage : Ovidiu Haţegan Arbitre vidéo : Paweł Gil | Spectateurs : 0 Arbitrage : Ovidiu Haţegan Arbitre vidéo : Paweł Gil |

| 5e journée                  | Borussia Mönchengladbach             | 2 - 3   | Inter Milan                                                                                           | Borussia-Park, Mönchengladbach                                        |                                                                       |
| 1er décembre 2020 21h00 CET | Pléa 45+1e 76e                       | (1 - 1) | 17e Darmian · 64e 73e Lukaku                                                                          | Spectateurs : 0 Arbitrage : Danny Makkelie Arbitre vidéo : Kevin Blom | Spectateurs : 0 Arbitrage : Danny Makkelie Arbitre vidéo : Kevin Blom |
| 1er décembre 2020 21h00 CET | Stindl 10e · Lainer 74e · Pléa 90+5e | Rapport | 20e Martínez · 58e de Vrij · 71e Barella · 80e Young · 88e Lukaku · 90+1e Gagliardini · 90+5e Bastoni | Spectateurs : 0 Arbitrage : Danny Makkelie Arbitre vidéo : Kevin Blom | Spectateurs : 0 Arbitrage : Danny Makkelie Arbitre vidéo : Kevin Blom |

| 6e journée                | Real Madrid    | 2 - 0   | Borussia Mönchengladbach | Stade Alfredo-Di-Stéfano, Madrid                                         |                                                                          |
| 9 décembre 2020 21h00 CET | Benzema 9e 32e | (2 - 0) |                          | Spectateurs : 0 Arbitrage : Björn Kuipers Arbitre vidéo : Pol van Boekel | Spectateurs : 0 Arbitrage : Björn Kuipers Arbitre vidéo : Pol van Boekel |
| 9 décembre 2020 21h00 CET |                | Rapport | 88e Zakaria              | Spectateurs : 0 Arbitrage : Björn Kuipers Arbitre vidéo : Pol van Boekel | Spectateurs : 0 Arbitrage : Björn Kuipers Arbitre vidéo : Pol van Boekel |

| 6e journée                | Inter Milan                                 | 0 - 0   | Chakhtar Donetsk           | Stade San Siro, Milan                                               |                                                                     |
| 9 décembre 2020 21h00 CET | Gagliardini 30e · Hakimi 39e · Brozović 61e | (0 - 0) | 29e Vitão · 90+8e Troubine | Spectateurs : 0 Arbitrage : Slavko Vinčić Arbitre vidéo : Paweł Gil | Spectateurs : 0 Arbitrage : Slavko Vinčić Arbitre vidéo : Paweł Gil |
| 9 décembre 2020 21h00 CET | Rapport                                     |         |                            | Spectateurs : 0 Arbitrage : Slavko Vinčić Arbitre vidéo : Paweł Gil | Spectateurs : 0 Arbitrage : Slavko Vinčić Arbitre vidéo : Paweł Gil |

### Groupe C
| Rang | Équipe                 | Pts | J | G | N | P | Bp | Bc | Diff |  | Résultats (▼ dom., ► ext.) |     |     |     |     |
| ---- | ---------------------- | --- | - | - | - | - | -- | -- | ---- |  | -------------------------- | --- | --- | --- | --- |
| 1    | Manchester City        | 16  | 6 | 5 | 1 | 0 | 13 | 1  | +12  |  | Manchester City            |     | 3-1 | 3-0 | 3-0 |
| 2    | FC Porto               | 13  | 6 | 4 | 1 | 1 | 10 | 3  | +7   |  | FC Porto                   | 0-0 |     | 2-0 | 3-0 |
| 3    | Olympiakos             | 3   | 6 | 1 | 0 | 5 | 2  | 10 | -8   |  | Olympiakos                 | 0-1 | 0-2 |     | 1-0 |
| 4    | Olympique de Marseille | 3   | 6 | 1 | 0 | 5 | 2  | 13 | -11  |  | Olympique de Marseille     | 0-3 | 0-2 | 2-1 |     |

| 1re journée                | Manchester City                                                     | 3 - 1   | FC Porto | City of Manchester Stadium, Manchester                                       |                                                                              |
| 21 octobre 2020 21h00 CEST | Agüero 17e (pen.) · Gündoğan 65e · Torres 73e                       | (1 - 1) | 14e Díaz | Spectateurs : 0 Arbitrage : Andris Treimanis Arbitre vidéo : Jochem Kamphuis | Spectateurs : 0 Arbitrage : Andris Treimanis Arbitre vidéo : Jochem Kamphuis |
| 21 octobre 2020 21h00 CEST | Walker 28e · Silva 34e · Cancelo 36e · García 67e · Fernandinho 90e | Rapport | 84e Pepe | Spectateurs : 0 Arbitrage : Andris Treimanis Arbitre vidéo : Jochem Kamphuis | Spectateurs : 0 Arbitrage : Andris Treimanis Arbitre vidéo : Jochem Kamphuis |

| 1re journée                | Olympiakos   | 1 - 0   | Olympique de Marseille | Stade Karaïskakis, Le Pirée                                            |                                                                        |
| 21 octobre 2020 21h00 CEST | Hassan 90+1e | (0 - 0) |                        | Spectateurs : 0 Arbitrage : Daniele Orsato Arbitre vidéo : Marco Guida | Spectateurs : 0 Arbitrage : Daniele Orsato Arbitre vidéo : Marco Guida |
| 21 octobre 2020 21h00 CEST | Hassan 90+5e | Rapport |                        | Spectateurs : 0 Arbitrage : Daniele Orsato Arbitre vidéo : Marco Guida | Spectateurs : 0 Arbitrage : Daniele Orsato Arbitre vidéo : Marco Guida |

| 2e journée                | FC Porto                            | 2 - 0   | Olympiakos    | Stade du Dragon, Porto                                                         |                                                                                |
| 27 octobre 2020 21h00 CET | Vieira 11e · Oliveira 85e           | (1 - 0) |               | Spectateurs : 2 450 Arbitrage : Daniel Siebert Arbitre vidéo : Bastian Dankert | Spectateurs : 2 450 Arbitrage : Daniel Siebert Arbitre vidéo : Bastian Dankert |
| 27 octobre 2020 21h00 CET | Corona 61e · Uribe 82e · Manafá 90e | Rapport | 80e Fortoúnis | Spectateurs : 2 450 Arbitrage : Daniel Siebert Arbitre vidéo : Bastian Dankert | Spectateurs : 2 450 Arbitrage : Daniel Siebert Arbitre vidéo : Bastian Dankert |

| 2e journée                | Olympique de Marseille     | 0 - 3   | Manchester City                          | Stade Vélodrome, Marseille                                                  |                                                                             |
| 27 octobre 2020 21h00 CET |                            | (0 - 1) | 18e Torres · 76e Gündoğan · 81e Sterling | Spectateurs : 0 Arbitrage : Tobias Stieler Arbitre vidéo : Sascha Stegemann | Spectateurs : 0 Arbitrage : Tobias Stieler Arbitre vidéo : Sascha Stegemann |
| 27 octobre 2020 21h00 CET | Amavi 62e · Ćaleta-Car 71e | Rapport | 59e Laporte                              | Spectateurs : 0 Arbitrage : Tobias Stieler Arbitre vidéo : Sascha Stegemann | Spectateurs : 0 Arbitrage : Tobias Stieler Arbitre vidéo : Sascha Stegemann |

| 3e journée                | Manchester City                      | 3 - 0   | Olympiakos | City of Manchester Stadium, Manchester                                                 |                                                                                        |
| 3 novembre 2020 21h00 CET | Torres 12e · Jesus 81e · Cancelo 90e | (1 - 0) |            | Spectateurs : 0 Arbitrage : Carlos del Cerro Grande Arbitre vidéo : José Maria Sánchez | Spectateurs : 0 Arbitrage : Carlos del Cerro Grande Arbitre vidéo : José Maria Sánchez |
| 3 novembre 2020 21h00 CET |                                      | Rapport | 55e Camara | Spectateurs : 0 Arbitrage : Carlos del Cerro Grande Arbitre vidéo : José Maria Sánchez | Spectateurs : 0 Arbitrage : Carlos del Cerro Grande Arbitre vidéo : José Maria Sánchez |

| 3e journée                | FC Porto                                   | 3 - 0   | Olympique de Marseille                                            | Stade du Dragon, Porto                                                                        |                                                                                               |
| 3 novembre 2020 21h00 CET | Marega 4e · Oliveira 28e (pen.) · Díaz 69e | (2 - 0) |                                                                   | Spectateurs : 0 Arbitrage : Antonio Mateu Lahoz Arbitre vidéo : Alejandro Hernández Hernández | Spectateurs : 0 Arbitrage : Antonio Mateu Lahoz Arbitre vidéo : Alejandro Hernández Hernández |
| 3 novembre 2020 21h00 CET | Oliveira 32e                               | Rapport | 36e Thauvin · 58e Kamara · 64e Amavi · 79e Álvaro · 86e Strootman | Spectateurs : 0 Arbitrage : Antonio Mateu Lahoz Arbitre vidéo : Alejandro Hernández Hernández | Spectateurs : 0 Arbitrage : Antonio Mateu Lahoz Arbitre vidéo : Alejandro Hernández Hernández |

| 4e journée                 | Olympiakos  | 0 - 1   | Manchester City                        | Stade Karaïskakis, Le Pirée                                                  |                                                                              |
| 25 novembre 2020 18h55 CET |             | (0 - 1) | 36e Foden                              | Spectateurs : 0 Arbitrage : Davide Massa Arbitre vidéo : Massimiliano Irrati | Spectateurs : 0 Arbitrage : Davide Massa Arbitre vidéo : Massimiliano Irrati |
| 25 novembre 2020 18h55 CET | Rafinha 39e | Rapport | 39e Sterling · 54e Dias · 86e Gündoğan | Spectateurs : 0 Arbitrage : Davide Massa Arbitre vidéo : Massimiliano Irrati | Spectateurs : 0 Arbitrage : Davide Massa Arbitre vidéo : Massimiliano Irrati |

| 4e journée                 | Olympique de Marseille                                               | 0 - 2   | FC Porto                         | Stade Vélodrome, Marseille                                                       |                                                                                  |
| 25 novembre 2020 21h00 CET |                                                                      | (0 - 1) | 39e Sanusi · 72e (pen.) Oliveira | Spectateurs : 0 Arbitrage : Andreas Ekberg Arbitre vidéo : Juan Martínez Manuera | Spectateurs : 0 Arbitrage : Andreas Ekberg Arbitre vidéo : Juan Martínez Manuera |
| 25 novembre 2020 21h00 CET | Balerdi 28e, 70e · Sanson 36e · Kamara 50e · Thauvin 54e · Payet 85e | Rapport | 58e, 67e Grujić · 86e Oliveira   | Spectateurs : 0 Arbitrage : Andreas Ekberg Arbitre vidéo : Juan Martínez Manuera | Spectateurs : 0 Arbitrage : Andreas Ekberg Arbitre vidéo : Juan Martínez Manuera |

| 5e journée                  | FC Porto   | 0 - 0   | Manchester City | Stade du Dragon, Porto                                                   |                                                                          |
| 1er décembre 2020 21h00 CET |            | (0 - 0) |                 | Spectateurs : 0 Arbitrage : Björn Kuipers Arbitre vidéo : Pol van Boekel | Spectateurs : 0 Arbitrage : Björn Kuipers Arbitre vidéo : Pol van Boekel |
| 1er décembre 2020 21h00 CET | Marega 68e | Rapport | 51e Rodri       | Spectateurs : 0 Arbitrage : Björn Kuipers Arbitre vidéo : Pol van Boekel | Spectateurs : 0 Arbitrage : Björn Kuipers Arbitre vidéo : Pol van Boekel |

| 5e journée                  | Olympique de Marseille      | 2 - 1   | Olympiakos                             | Stade Vélodrome, Marseille                                                      |                                                                                 |
| 1er décembre 2020 21h00 CET | Payet 55e (pen.) 75e (pen.) | (0 - 1) | 33e Camara                             | Spectateurs : 0 Arbitrage : Jesús Gil Manzano Arbitre vidéo : Ricardo de Burgos | Spectateurs : 0 Arbitrage : Jesús Gil Manzano Arbitre vidéo : Ricardo de Burgos |
| 1er décembre 2020 21h00 CET | Sakai 89e                   | Rapport | 59e Holebas · 62e Camara · 73e Rafinha | Spectateurs : 0 Arbitrage : Jesús Gil Manzano Arbitre vidéo : Ricardo de Burgos | Spectateurs : 0 Arbitrage : Jesús Gil Manzano Arbitre vidéo : Ricardo de Burgos |

| 6e journée                | Manchester City                        | 3 - 0   | Olympique de Marseille | City of Manchester Stadium, Manchester                                        |                                                                               |
| 9 décembre 2020 21h00 CET | Torres 48e · Agüero 77e · Sterling 90e | (0 - 0) |                        | Spectateurs : 0 Arbitrage : Halil Umut Meler Arbitre vidéo : Sascha Stegemann | Spectateurs : 0 Arbitrage : Halil Umut Meler Arbitre vidéo : Sascha Stegemann |
| 9 décembre 2020 21h00 CET |                                        | Rapport | 39e Gueye              | Spectateurs : 0 Arbitrage : Halil Umut Meler Arbitre vidéo : Sascha Stegemann | Spectateurs : 0 Arbitrage : Halil Umut Meler Arbitre vidéo : Sascha Stegemann |

| 6e journée                | Olympiakos                                    | 0 - 2   | FC Porto                      | Stade Karaïskakis, Le Pirée                                         |                                                                     |
| 9 décembre 2020 21h00 CET |                                               | (0 - 1) | 10e (pen.) Otávio · 77e Uribe | Spectateurs : 0 Arbitrage : Felix Brych Arbitre vidéo : Marco Fritz | Spectateurs : 0 Arbitrage : Felix Brych Arbitre vidéo : Marco Fritz |
| 9 décembre 2020 21h00 CET | Fortoúnis 43e · Semedo 52e · Rafinha 70e, 79e | Rapport | 27e Nanú · 75e Díaz           | Spectateurs : 0 Arbitrage : Felix Brych Arbitre vidéo : Marco Fritz | Spectateurs : 0 Arbitrage : Felix Brych Arbitre vidéo : Marco Fritz |

### Groupe D
| Rang | Équipe           | Pts | J | G | N | P | Bp | Bc | Diff |  | Résultats (▼ dom., ► ext.) |     |     |     |     |
| ---- | ---------------- | --- | - | - | - | - | -- | -- | ---- |  | -------------------------- | --- | --- | --- | --- |
| 1    | Liverpool FC     | 13  | 6 | 4 | 1 | 1 | 10 | 3  | +7   |  | Liverpool FC               |     | 0-2 | 1-0 | 2-0 |
| 2    | Atalanta Bergame | 11  | 6 | 3 | 2 | 1 | 10 | 8  | +2   |  | Atalanta Bergame           | 0-5 |     | 2-2 | 1-1 |
| 3    | Ajax Amsterdam   | 7   | 6 | 2 | 1 | 3 | 7  | 7  | 0    |  | Ajax Amsterdam             | 0-1 | 0-1 |     | 3-1 |
| 4    | FC Midtjylland   | 2   | 6 | 0 | 2 | 4 | 4  | 13 | -9   |  | FC Midtjylland             | 1-1 | 0-4 | 1-2 |     |

| 1re journée                | Ajax Amsterdam | 0 - 1   | Liverpool FC                      | Johan Cruyff Arena, Amsterdam                                             |                                                                           |
| 21 octobre 2020 21h00 CEST |                | (0 - 1) | 35e (csc) Tagliafico              | Spectateurs : 0 Arbitrage : Felix Brych Arbitre vidéo : Christian Dingert | Spectateurs : 0 Arbitrage : Felix Brych Arbitre vidéo : Christian Dingert |
| 21 octobre 2020 21h00 CEST | Promes 90+3e   | Rapport | 38e Milner · 80e Alexander-Arnold | Spectateurs : 0 Arbitrage : Felix Brych Arbitre vidéo : Christian Dingert | Spectateurs : 0 Arbitrage : Felix Brych Arbitre vidéo : Christian Dingert |

| 1re journée                | FC Midtjylland | 0 - 4   | Atalanta Bergame                                    | MCH Arena, Herning                                                            |                                                                               |
| 21 octobre 2020 21h00 CEST |                | (0 - 3) | 26e Zapata · 36e Gómez · 42e Muriel · 89e Miranchuk | Spectateurs : 132 Arbitrage : Artur Soares Dias Arbitre vidéo : Tiago Martins | Spectateurs : 132 Arbitrage : Artur Soares Dias Arbitre vidéo : Tiago Martins |
| 21 octobre 2020 21h00 CEST | Sisto 74e      | Rapport | 84e Romero                                          | Spectateurs : 132 Arbitrage : Artur Soares Dias Arbitre vidéo : Tiago Martins | Spectateurs : 132 Arbitrage : Artur Soares Dias Arbitre vidéo : Tiago Martins |

| 2e journée          | Liverpool FC                  | 2 - 0   | FC Midtjylland                                         | Anfield, Liverpool                                                     |                                                                        |
| 27 octobre 2020 CET | Jota 55e · Salah 90+3e (pen.) | (0 - 0) |                                                        | Spectateurs : 0 Arbitrage : Pawel Raczkowski Arbitre vidéo : Paweł Gil | Spectateurs : 0 Arbitrage : Pawel Raczkowski Arbitre vidéo : Paweł Gil |
| 27 octobre 2020 CET | Milner 41e                    | Rapport | 19e Scholz · 25e Onyeka · 32e Cajuste · 90+1e Paulinho | Spectateurs : 0 Arbitrage : Pawel Raczkowski Arbitre vidéo : Paweł Gil | Spectateurs : 0 Arbitrage : Pawel Raczkowski Arbitre vidéo : Paweł Gil |

| 2e journée                | Atalanta Bergame                              | 2 - 2   | Ajax Amsterdam                          | Stadio Atleti Azzurri d'Italia, Bergame                                         |                                                                                 |
| 27 octobre 2020 21h00 CET | Zapata 54e 60e                                | (0 - 2) | 30e (pen.) Tadić · 38e Traoré           | Spectateurs : 0 Arbitrage : Damir Skomina Arbitre vidéo : Juan Martínez Manuera | Spectateurs : 0 Arbitrage : Damir Skomina Arbitre vidéo : Juan Martínez Manuera |
| 27 octobre 2020 21h00 CET | Iličić 23e · Djimsiti 66e · Malinovskyi 90+1e | Rapport | 6e Traoré · 20e Klaassen · 25e Mazraoui | Spectateurs : 0 Arbitrage : Damir Skomina Arbitre vidéo : Juan Martínez Manuera | Spectateurs : 0 Arbitrage : Damir Skomina Arbitre vidéo : Juan Martínez Manuera |

| 3e journée          | FC Midtjylland | 1 - 2   | Ajax Amsterdam         | MCH Arena, Herning                                                        |                                                                           |
| 3 novembre 2020 CET | Dreyer 18e     | (1 - 2) | 1re Antony · 13e Tadić | Spectateurs : 132 Arbitrage : Bobby Madden Arbitre vidéo : Stuart Attwell | Spectateurs : 132 Arbitrage : Bobby Madden Arbitre vidéo : Stuart Attwell |
| 3 novembre 2020 CET | Vibe 84e       | Rapport | 25e Schuurs            | Spectateurs : 132 Arbitrage : Bobby Madden Arbitre vidéo : Stuart Attwell | Spectateurs : 132 Arbitrage : Bobby Madden Arbitre vidéo : Stuart Attwell |

| 3e journée                | Atalanta Bergame | 0 - 5   | Liverpool FC                            | Stadio Atleti Azzurri d'Italia, Bergame                                          |                                                                                  |
| 3 novembre 2020 21h00 CET |                  | (0 - 2) | 16e 33e 54e Jota · 47e Salah · 49e Mané | Spectateurs : 0 Arbitrage : Ovidiu Hațegan Arbitre vidéo : Juan Martínez Manuera | Spectateurs : 0 Arbitrage : Ovidiu Hațegan Arbitre vidéo : Juan Martínez Manuera |
| 3 novembre 2020 21h00 CET |                  | Rapport | 21e Wijnaldum · 21e Jones               | Spectateurs : 0 Arbitrage : Ovidiu Hațegan Arbitre vidéo : Juan Martínez Manuera | Spectateurs : 0 Arbitrage : Ovidiu Hațegan Arbitre vidéo : Juan Martínez Manuera |

| 4e journée                 | Liverpool FC | 0 - 2   | Atalanta Bergame        | Anfield, Liverpool                                                                                |                                                                                                   |
| 25 novembre 2020 21h00 CET |              | (0 - 0) | 60e Iličić · 64e Gosens | Spectateurs : 0 Arbitrage : Carlos del Cerro Grande Arbitre vidéo : Alejandro Hernández Hernández | Spectateurs : 0 Arbitrage : Carlos del Cerro Grande Arbitre vidéo : Alejandro Hernández Hernández |
| 25 novembre 2020 21h00 CET | Tsimíkas 58e | Rapport | 89e de Roon             | Spectateurs : 0 Arbitrage : Carlos del Cerro Grande Arbitre vidéo : Alejandro Hernández Hernández | Spectateurs : 0 Arbitrage : Carlos del Cerro Grande Arbitre vidéo : Alejandro Hernández Hernández |

| 4e journée                 | Ajax Amsterdam                             | 3 - 1   | FC Midtjylland                 | Johan Cruyff Arena, Amsterdam                                             |                                                                           |
| 25 novembre 2020 21h00 CET | Gravenberch 47e · Mazraoui 49e · Neres 66e | (0 - 0) | 80e (pen.) Mabil               | Spectateurs : 0 Arbitrage : Sergei Karasev Arbitre vidéo : Vitali Meshkov | Spectateurs : 0 Arbitrage : Sergei Karasev Arbitre vidéo : Vitali Meshkov |
| 25 novembre 2020 21h00 CET | Neres 40e                                  | Rapport | 43e Madsen · 90+1e Sviatchenko | Spectateurs : 0 Arbitrage : Sergei Karasev Arbitre vidéo : Vitali Meshkov | Spectateurs : 0 Arbitrage : Sergei Karasev Arbitre vidéo : Vitali Meshkov |

| 5e journée                  | Liverpool FC                                 | 1 - 0   | Ajax Amsterdam          | Anfield, Liverpool                                                         |                                                                            |
| 1er décembre 2020 21h00 CET | Jones 58e                                    | (0 - 0) |                         | Spectateurs : 0 Arbitrage : Tobias Stieler Arbitre vidéo : Bastian Dankert | Spectateurs : 0 Arbitrage : Tobias Stieler Arbitre vidéo : Bastian Dankert |
| 1er décembre 2020 21h00 CET | Wijnaldum 70e · Henderson 90+1e · Mané 90+2e | Rapport | 42e Schuurs · 55e Blind | Spectateurs : 0 Arbitrage : Tobias Stieler Arbitre vidéo : Bastian Dankert | Spectateurs : 0 Arbitrage : Tobias Stieler Arbitre vidéo : Bastian Dankert |

| 5e journée                  | Atalanta Bergame          | 1 - 1   | FC Midtjylland          | Stadio Atleti Azzurri d'Italia, Bergame                                               |                                                                                       |
| 1er décembre 2020 21h00 CET | Romero 79e                | (0 - 1) | 13e Scholz              | Spectateurs : 0 Arbitrage : Anastasios Sidiropoulos Arbitre vidéo : Christian Dingert | Spectateurs : 0 Arbitrage : Anastasios Sidiropoulos Arbitre vidéo : Christian Dingert |
| 1er décembre 2020 21h00 CET | Djimsiti 30e · Romero 62e | Rapport | 28e Kaba · 89e Paulinho | Spectateurs : 0 Arbitrage : Anastasios Sidiropoulos Arbitre vidéo : Christian Dingert | Spectateurs : 0 Arbitrage : Anastasios Sidiropoulos Arbitre vidéo : Christian Dingert |

| 6e journée                | Ajax Amsterdam                        | 0 - 1   | Atalanta Bergame           | Johan Cruyff Arena Amsterdam                                                              |                                                                                           |
| 9 décembre 2020 18h55 CET |                                       | (0 - 0) | 85e Muriel                 | Spectateurs : 0 Arbitrage : Carlos del Cerro Grande Arbitre vidéo : Juan Martínez Manuera | Spectateurs : 0 Arbitrage : Carlos del Cerro Grande Arbitre vidéo : Juan Martínez Manuera |
| 9 décembre 2020 18h55 CET | Gravenberch 22e, 79e · Tagliafico 52e | Rapport | 60e Hateboer · 82e Freuler | Spectateurs : 0 Arbitrage : Carlos del Cerro Grande Arbitre vidéo : Juan Martínez Manuera | Spectateurs : 0 Arbitrage : Carlos del Cerro Grande Arbitre vidéo : Juan Martínez Manuera |

| 6e journée                | FC Midtjylland                       | 1 - 1   | Liverpool FC | MCH Arena, Herning                                                             |                                                                                |
| 9 décembre 2020 18h55 CET | Scholz 62e (pen.)                    | (0 - 1) | 1re Salah    | Spectateurs : 147 Arbitrage : François Letexier Arbitre vidéo : Clément Turpin | Spectateurs : 147 Arbitrage : François Letexier Arbitre vidéo : Clément Turpin |
| 9 décembre 2020 18h55 CET | Onyeka 9e · Cools 31e · Anderson 81e | Rapport | 61e Kelleher | Spectateurs : 147 Arbitrage : François Letexier Arbitre vidéo : Clément Turpin | Spectateurs : 147 Arbitrage : François Letexier Arbitre vidéo : Clément Turpin |

### Groupe E
| Rang | Équipe           | Pts | J | G | N | P | Bp | Bc | Diff |  | Résultats (▼ dom., ► ext.) |     |     |     |     |
| ---- | ---------------- | --- | - | - | - | - | -- | -- | ---- |  | -------------------------- | --- | --- | --- | --- |
| 1    | Chelsea FC       | 14  | 6 | 4 | 2 | 0 | 14 | 2  | +12  |  | Chelsea FC                 |     | 0-0 | 1-1 | 3-0 |
| 2    | Séville FC       | 13  | 6 | 4 | 1 | 1 | 9  | 8  | +1   |  | Séville FC                 | 0-4 |     | 3-2 | 1-0 |
| 3    | FK Krasnodar     | 5   | 6 | 1 | 2 | 3 | 6  | 11 | -5   |  | FK Krasnodar               | 0-4 | 1-2 |     | 1-0 |
| 4    | Stade rennais FC | 1   | 6 | 0 | 1 | 5 | 3  | 11 | -8   |  | Stade rennais FC           | 1-2 | 1-3 | 1-1 |     |

| 1re journée                | Chelsea FC                              | 0 - 0   | Séville FC             | Stamford Bridge, Londres                                                |                                                                         |
| 20 octobre 2020 21h00 CEST |                                         | (0 - 0) |                        | Spectateurs : 0 Arbitrage : Davide Massa Arbitre vidéo : Marco Di Bello | Spectateurs : 0 Arbitrage : Davide Massa Arbitre vidéo : Marco Di Bello |
| 20 octobre 2020 21h00 CEST | Jorginho 14e · Mount 36e · Chilwell 64e | Rapport | 43e Acuña · 87e Jordán | Spectateurs : 0 Arbitrage : Davide Massa Arbitre vidéo : Marco Di Bello | Spectateurs : 0 Arbitrage : Davide Massa Arbitre vidéo : Marco Di Bello |

| 1re journée                | Stade rennais FC                      | 1 - 1   | FK Krasnodar               | Roazhon Park, Rennes                                                            |                                                                                 |
| 20 octobre 2020 21h00 CEST | Guirassy 56e (pen.)                   | (0 - 0) | 59e Ramírez                | Spectateurs : 4 973 Arbitrage : Tasos Sidiropoulos Arbitre vidéo : Paolo Valeri | Spectateurs : 4 973 Arbitrage : Tasos Sidiropoulos Arbitre vidéo : Paolo Valeri |
| 20 octobre 2020 21h00 CEST | Traoré 44e · Camavinga 63e · Tait 85e | Rapport | 15e Olsson · 90+2e Ramírez | Spectateurs : 4 973 Arbitrage : Tasos Sidiropoulos Arbitre vidéo : Paolo Valeri | Spectateurs : 4 973 Arbitrage : Tasos Sidiropoulos Arbitre vidéo : Paolo Valeri |

| 2e journée                | FK Krasnodar                 | 0 - 4   | Chelsea FC                                                     | Stade FK Krasnodar, Krasnodar                                                      |                                                                                    |
| 28 octobre 2020 18h55 CET |                              | (0 - 1) | 37e Hudson-Odoi · 76e (pen.) Werner · 79e Ziyech · 90e Pulisic | Spectateurs : 10 544 Arbitrage : Ali Palabıyık Arbitre vidéo : Massimiliano Irrati | Spectateurs : 10 544 Arbitrage : Ali Palabıyık Arbitre vidéo : Massimiliano Irrati |
| 28 octobre 2020 18h55 CET | Olsson 2e · Martynovitch 76e | Rapport |                                                                | Spectateurs : 10 544 Arbitrage : Ali Palabıyık Arbitre vidéo : Massimiliano Irrati | Spectateurs : 10 544 Arbitrage : Ali Palabıyık Arbitre vidéo : Massimiliano Irrati |

| 2e journée                | Séville FC             | 1 - 0   | Stade rennais FC                           | Stade Ramón-Sánchez-Pizjuán, Séville                                      |                                                                           |
| 28 octobre 2020 21h00 CET | de Jong 56e            | (0 - 0) |                                            | Spectateurs : 0 Arbitrage : Cüneyt Çakır Arbitre vidéo : Szymon Marciniak | Spectateurs : 0 Arbitrage : Cüneyt Çakır Arbitre vidéo : Szymon Marciniak |
| 28 octobre 2020 21h00 CET | Torres 31e · Acuña 53e | Rapport | 58e Léa-Siliki · 62e Martin · 87e Da Silva | Spectateurs : 0 Arbitrage : Cüneyt Çakır Arbitre vidéo : Szymon Marciniak | Spectateurs : 0 Arbitrage : Cüneyt Çakır Arbitre vidéo : Szymon Marciniak |

| 3e journée                | Séville FC                           | 3 - 2   | FK Krasnodar                             | Stade Ramón-Sánchez-Pizjuán, Séville                                |                                                                     |
| 4 novembre 2020 21h00 CET | Rakitić 42e · En-Nesyri 69e 72e      | (1 - 2) | 17e Souleïmanov · 21e (pen.) Berg        | Spectateurs : 0 Arbitrage : Felix Brych Arbitre vidéo : Marco Fritz | Spectateurs : 0 Arbitrage : Felix Brych Arbitre vidéo : Marco Fritz |
| 4 novembre 2020 21h00 CET | Koundé 16e · Navas 45+5e · Óscar 50e | Rapport | 51e Spertsyan · 59e Pantaleão · 90e Berg | Spectateurs : 0 Arbitrage : Felix Brych Arbitre vidéo : Marco Fritz | Spectateurs : 0 Arbitrage : Felix Brych Arbitre vidéo : Marco Fritz |

| 3e journée                | Chelsea FC                                          | 3 - 0   | Stade rennais FC                   | Stamford Bridge, Londres                                                  |                                                                           |
| 4 novembre 2020 21h00 CET | Werner 10e (pen.) 41e (pen.) · Abraham 50e          | (2 - 0) |                                    | Spectateurs : 0 Arbitrage : Felix Zwayer Arbitre vidéo : Sascha Stegemann | Spectateurs : 0 Arbitrage : Felix Zwayer Arbitre vidéo : Sascha Stegemann |
| 4 novembre 2020 21h00 CET | Kanté 30e · Ziyech 32e · Jorginho 65e · Kovačić 79e | Rapport | 9e, 40e Dalbert · 89e Del Castillo | Spectateurs : 0 Arbitrage : Felix Zwayer Arbitre vidéo : Sascha Stegemann | Spectateurs : 0 Arbitrage : Felix Zwayer Arbitre vidéo : Sascha Stegemann |

| 4e journée                 | FK Krasnodar    | 1 - 2   | Séville FC                    | Stade FK Krasnodar, Krasnodar                                               |                                                                             |
| 24 novembre 2020 18h55 CET | Wanderson 56e   | (0 - 1) | 4e Rakitić · 90+5e El Haddadi | Spectateurs : 10 554 Arbitrage : Marco Guida Arbitre vidéo : Marco Di Bello | Spectateurs : 10 554 Arbitrage : Marco Guida Arbitre vidéo : Marco Di Bello |
| 24 novembre 2020 18h55 CET | Souleïmanov 19e | Rapport | 58e Jordán                    | Spectateurs : 10 554 Arbitrage : Marco Guida Arbitre vidéo : Marco Di Bello | Spectateurs : 10 554 Arbitrage : Marco Guida Arbitre vidéo : Marco Di Bello |

| 4e journée                 | Stade rennais FC               | 1 - 2   | Chelsea FC                     | Roazhon Park, Rennes                                                     |                                                                          |
| 24 novembre 2020 18h55 CET | Guirassy 85e                   | (0 - 1) | 22e Hudson-Odoi · 90+1e Giroud | Spectateurs : 0 Arbitrage : Björn Kuipers Arbitre vidéo : Pol van Boekel | Spectateurs : 0 Arbitrage : Björn Kuipers Arbitre vidéo : Pol van Boekel |
| 24 novembre 2020 18h55 CET | Grenier 87e · Bourigeaud 90+3e | Rapport |                                | Spectateurs : 0 Arbitrage : Björn Kuipers Arbitre vidéo : Pol van Boekel | Spectateurs : 0 Arbitrage : Björn Kuipers Arbitre vidéo : Pol van Boekel |

| 5e journée                | FK Krasnodar                | 1 - 0   | Stade rennais FC            | Stade FK Krasnodar, Krasnodar                                               |                                                                             |
| 2 décembre 2020 18h55 CET | Berg 71e                    | (0 - 0) |                             | Spectateurs : 8 747 Arbitrage : William Collum Arbitre vidéo : Paul Tierney | Spectateurs : 8 747 Arbitrage : William Collum Arbitre vidéo : Paul Tierney |
| 2 décembre 2020 18h55 CET | Ramírez 23e · Wanderson 28e | Rapport | 22e Nzonzi · 54e Léa-Siliki | Spectateurs : 8 747 Arbitrage : William Collum Arbitre vidéo : Paul Tierney | Spectateurs : 8 747 Arbitrage : William Collum Arbitre vidéo : Paul Tierney |

| 5e journée                | Séville FC                                          | 0 - 4   | Chelsea FC                                             | Stade Ramón-Sánchez-Pizjuán, Séville                                        |                                                                             |
| 2 décembre 2020 21h00 CET |                                                     | (0 - 1) | 8e 54e 74e 83e (pen.) Giroud                           | Spectateurs : 0 Arbitrage : Artur Soares Dias Arbitre vidéo : Tiago Martins | Spectateurs : 0 Arbitrage : Artur Soares Dias Arbitre vidéo : Tiago Martins |
| 2 décembre 2020 21h00 CET | Gudelj 15e · Idrissi 41e · Gómez 82e · Jordán 90+1e | Rapport | 37e Kovačić · 43e Pulisic · 90+1e Mount · 90+1e Ziyech | Spectateurs : 0 Arbitrage : Artur Soares Dias Arbitre vidéo : Tiago Martins | Spectateurs : 0 Arbitrage : Artur Soares Dias Arbitre vidéo : Tiago Martins |

| 6e journée                | Chelsea FC          | 1 - 1   | FK Krasnodar | Stamford Bridge, Londres                                                    |                                                                             |
| 8 décembre 2020 21h00 CET | Jorginho 28e (pen.) | (1 - 1) | 24e Cabella  | Spectateurs : 2 000 Arbitrage : Pavel Královec Arbitre vidéo : Paolo Valeri | Spectateurs : 2 000 Arbitrage : Pavel Královec Arbitre vidéo : Paolo Valeri |
| 8 décembre 2020 21h00 CET | Azpilicueta 82e     | Rapport |              | Spectateurs : 2 000 Arbitrage : Pavel Královec Arbitre vidéo : Paolo Valeri | Spectateurs : 2 000 Arbitrage : Pavel Královec Arbitre vidéo : Paolo Valeri |

| 6e journée                | Stade rennais FC                                    | 1 - 3   | Séville FC                       | Roazhon Park, Rennes                                                            |                                                                                 |
| 8 décembre 2020 21h00 CET | Rutter 86e (pen.)                                   | (0 - 2) | 32e Koundé · 45+2e 81e En-Nesyri | Spectateurs : 0 Arbitrage : Bartosz Frankowski Arbitre vidéo : Szymon Marciniak | Spectateurs : 0 Arbitrage : Bartosz Frankowski Arbitre vidéo : Szymon Marciniak |
| 8 décembre 2020 21h00 CET | Traoré 23e · Grenier 45e · Da Silva 62e · Soppy 72e | Rapport | 23e En-Nesyri · 50e Rekik        | Spectateurs : 0 Arbitrage : Bartosz Frankowski Arbitre vidéo : Szymon Marciniak | Spectateurs : 0 Arbitrage : Bartosz Frankowski Arbitre vidéo : Szymon Marciniak |

### Groupe F
| Rang | Équipe                   | Pts | J | G | N | P | Bp | Bc | Diff |  | Résultats (▼ dom., ► ext.) |     |     |     |     |
| ---- | ------------------------ | --- | - | - | - | - | -- | -- | ---- |  | -------------------------- | --- | --- | --- | --- |
| 1    | Borussia Dortmund        | 13  | 6 | 4 | 1 | 1 | 12 | 5  | +7   |  | Borussia Dortmund          |     | 1-1 | 3-0 | 2-0 |
| 2    | SS Lazio                 | 10  | 6 | 2 | 4 | 0 | 11 | 7  | +4   |  | SS Lazio                   | 3-1 |     | 2-2 | 3-1 |
| 3    | Club Bruges KV           | 8   | 6 | 2 | 2 | 2 | 8  | 10 | -2   |  | Club Bruges KV             | 0-3 | 1-1 |     | 3-0 |
| 4    | Zénith Saint-Pétersbourg | 1   | 6 | 0 | 1 | 5 | 4  | 13 | -9   |  | Zénith Saint-Pétersbourg   | 1-2 | 1-1 | 1-2 |     |

| 1re journée                | Zénith Saint-Pétersbourg | 1 - 2   | Club Bruges KV                                 | Stade de Saint-Pétersbourg, Saint-Pétersbourg                                 |                                                                               |
| 20 octobre 2020 18h55 CEST | Horvath 74e (csc)        | (0 - 0) | 63e Dennis · 90+3e De Ketelaere                | Spectateurs : 16 682 Arbitrage : Benoît Bastien Arbitre vidéo : Benoît Millot | Spectateurs : 16 682 Arbitrage : Benoît Bastien Arbitre vidéo : Benoît Millot |
| 20 octobre 2020 18h55 CEST | Lovren 53e               | Rapport | 12e Mata · 14e Dennis · 33e Rits · 85e Vanaken | Spectateurs : 16 682 Arbitrage : Benoît Bastien Arbitre vidéo : Benoît Millot | Spectateurs : 16 682 Arbitrage : Benoît Bastien Arbitre vidéo : Benoît Millot |

| 1re journée                | SS Lazio                                      | 3 - 1   | Borussia Dortmund | Stade olympique de Rome, Rome                                                    |                                                                                  |
| 20 octobre 2020 21h00 CEST | Immobile 6e · Hitz 23e (csc) · Akpa-Akpro 76e | (2 - 0) | 71e Haaland       | Spectateurs : 1 000 Arbitrage : Clément Turpin Arbitre vidéo : François Letexier | Spectateurs : 1 000 Arbitrage : Clément Turpin Arbitre vidéo : François Letexier |
| 20 octobre 2020 21h00 CEST | Alberto 42e · Strakosha 84e                   | Rapport | 62e Reyna         | Spectateurs : 1 000 Arbitrage : Clément Turpin Arbitre vidéo : François Letexier | Spectateurs : 1 000 Arbitrage : Clément Turpin Arbitre vidéo : François Letexier |

| 2e journée                | Borussia Dortmund                 | 2 - 0   | Zénith Saint-Pétersbourg      | Signal Iduna Park, Dortmund                                              |                                                                          |
| 28 octobre 2020 21h00 CET | Sancho 78e (pen.) · Haaland 90+1e | (0 - 0) |                               | Spectateurs : 0 Arbitrage : Björn Kuipers Arbitre vidéo : Pol van Boekel | Spectateurs : 0 Arbitrage : Björn Kuipers Arbitre vidéo : Pol van Boekel |
| 28 octobre 2020 21h00 CET |                                   | Rapport | 25e Kouziaïev · 78e Karavaïev | Spectateurs : 0 Arbitrage : Björn Kuipers Arbitre vidéo : Pol van Boekel | Spectateurs : 0 Arbitrage : Björn Kuipers Arbitre vidéo : Pol van Boekel |

| 2e journée                | Club Bruges KV                     | 1 - 1   | SS Lazio                                                       | Stade Jan-Breydel, Bruges                                                 |                                                                           |
| 28 octobre 2020 21h00 CET | Vanaken 42e (pen.)                 | (1 - 1) | 14e Correa                                                     | Spectateurs : 0 Arbitrage : Anthony Taylor Arbitre vidéo : Stuart Attwell | Spectateurs : 0 Arbitrage : Anthony Taylor Arbitre vidéo : Stuart Attwell |
| 28 octobre 2020 21h00 CET | Diatta 32e · Dennis 69e · Rits 88e | Rapport | 35e Farès · 40e Patric · 45e Hoedt · 59e Akpa-Akpro · 76e Czyż | Spectateurs : 0 Arbitrage : Anthony Taylor Arbitre vidéo : Stuart Attwell | Spectateurs : 0 Arbitrage : Anthony Taylor Arbitre vidéo : Stuart Attwell |

| 3e journée                | Zénith Saint-Pétersbourg                               | 1 - 1   | SS Lazio                                                       | Stade de Saint-Pétersbourg, Saint-Pétersbourg                                    |                                                                                  |
| 4 novembre 2020 18h55 CET | Yerokhine 32e                                          | (1 - 0) | 82e Caicedo                                                    | Spectateurs : 17 427 Arbitrage : Artur Soares Dias Arbitre vidéo : Tiago Martins | Spectateurs : 17 427 Arbitrage : Artur Soares Dias Arbitre vidéo : Tiago Martins |
| 4 novembre 2020 18h55 CET | Kouziaïev 7e · Barrios 78e · Lovren 85e · Krugovoy 86e | Rapport | 5e Akpa-Akpro · 59e Milinković-Savić · 78e Caicedo · 85e Reina | Spectateurs : 17 427 Arbitrage : Artur Soares Dias Arbitre vidéo : Tiago Martins | Spectateurs : 17 427 Arbitrage : Artur Soares Dias Arbitre vidéo : Tiago Martins |

| 3e journée                | Club Bruges KV | 0 - 3   | Borussia Dortmund            | Stade Jan-Breydel, Bruges                                             |                                                                       |
| 4 novembre 2020 21h00 CET |                | (0 - 3) | 14e Hazard · 18e 32e Haaland | Spectateurs : 0 Arbitrage : Damir Skomina Arbitre vidéo : Marco Guida | Spectateurs : 0 Arbitrage : Damir Skomina Arbitre vidéo : Marco Guida |
| 4 novembre 2020 21h00 CET | Rapport        |         |                              | Spectateurs : 0 Arbitrage : Damir Skomina Arbitre vidéo : Marco Guida | Spectateurs : 0 Arbitrage : Damir Skomina Arbitre vidéo : Marco Guida |

| 4e journée                 | Borussia Dortmund            | 3 - 0   | Club Bruges KV | Signal Iduna Park, Dortmund                                         |                                                                     |
| 24 novembre 2020 21h00 CET | Haaland 18e 60e · Sancho 45e | (2 - 0) |                | Spectateurs : 0 Arbitrage : Ivan Kružliak Arbitre vidéo : Paweł Gil | Spectateurs : 0 Arbitrage : Ivan Kružliak Arbitre vidéo : Paweł Gil |
| 24 novembre 2020 21h00 CET |                              | Rapport | 71e Rits       | Spectateurs : 0 Arbitrage : Ivan Kružliak Arbitre vidéo : Paweł Gil | Spectateurs : 0 Arbitrage : Ivan Kružliak Arbitre vidéo : Paweł Gil |

| 4e journée                 | SS Lazio                            | 3 - 1   | Zénith Saint-Pétersbourg                 | Stade olympique de Rome, Rome                                             |                                                                           |
| 24 novembre 2020 21h00 CET | Immobile 3e 55e (pen.) · Parolo 22e | (2 - 1) | 25e Dziouba                              | Spectateurs : 0 Arbitrage : Michael Oliver Arbitre vidéo : Chris Kavanagh | Spectateurs : 0 Arbitrage : Michael Oliver Arbitre vidéo : Chris Kavanagh |
| 24 novembre 2020 21h00 CET | Acerbi 89e                          | Rapport | 39e Barrios · 48e Lovren · 76e Rakitskiy | Spectateurs : 0 Arbitrage : Michael Oliver Arbitre vidéo : Chris Kavanagh | Spectateurs : 0 Arbitrage : Michael Oliver Arbitre vidéo : Chris Kavanagh |

| 5e journée                | Borussia Dortmund | 1 - 1   | SS Lazio            | Signal Iduna Park, Dortmund                                                                   |                                                                                               |
| 2 décembre 2020 21h00 CET | Guerreiro 44e     | (1 - 0) | 67e (pen.) Immobile | Spectateurs : 0 Arbitrage : Antonio Mateu Lahoz Arbitre vidéo : Alejandro Hernández Hernández | Spectateurs : 0 Arbitrage : Antonio Mateu Lahoz Arbitre vidéo : Alejandro Hernández Hernández |
| 2 décembre 2020 21h00 CET | Rapport           |         |                     | Spectateurs : 0 Arbitrage : Antonio Mateu Lahoz Arbitre vidéo : Alejandro Hernández Hernández | Spectateurs : 0 Arbitrage : Antonio Mateu Lahoz Arbitre vidéo : Alejandro Hernández Hernández |

| 5e journée                | Club Bruges KV                                   | 3 - 0   | Zénith Saint-Pétersbourg     | Stade Jan-Breydel, Bruges                                                  |                                                                            |
| 2 décembre 2020 21h00 CET | De Ketelaere 33e · Vanaken 58e (pen.) · Lang 73e | (1 - 0) |                              | Spectateurs : 0 Arbitrage : Serdar Gözübüyük Arbitre vidéo : Dennis Higler | Spectateurs : 0 Arbitrage : Serdar Gözübüyük Arbitre vidéo : Dennis Higler |
| 2 décembre 2020 21h00 CET |                                                  | Rapport | 67e Soutormine · 90e Prokhin | Spectateurs : 0 Arbitrage : Serdar Gözübüyük Arbitre vidéo : Dennis Higler | Spectateurs : 0 Arbitrage : Serdar Gözübüyük Arbitre vidéo : Dennis Higler |

| 6e journée                | Zénith Saint-Pétersbourg | 1 - 2   | Borussia Dortmund         | Stade de Saint-Pétersbourg, Saint-Pétersbourg                                  |                                                                                |
| 8 décembre 2020 18h55 CET | Driussi 16e              | (1 - 0) | 68e Piszczek · 78e Witsel | Spectateurs : 10 860 Arbitrage : István Kovács Arbitre vidéo : Jochem Kamphuis | Spectateurs : 10 860 Arbitrage : István Kovács Arbitre vidéo : Jochem Kamphuis |
| 8 décembre 2020 18h55 CET | Azmoun 10e               | Rapport |                           | Spectateurs : 10 860 Arbitrage : István Kovács Arbitre vidéo : Jochem Kamphuis | Spectateurs : 10 860 Arbitrage : István Kovács Arbitre vidéo : Jochem Kamphuis |

| 6e journée                | SS Lazio                         | 2 - 2   | Club Bruges KV           | Stade olympique de Rome, Rome                                               |                                                                             |
| 8 décembre 2020 18h55 CET | Correa 12e · Immobile 27e (pen.) | (2 - 1) | 15e Vormer · 76e Vanaken | Spectateurs : 0 Arbitrage : Cüneyt Çakır Arbitre vidéo : Abdulkadir Bitigen | Spectateurs : 0 Arbitrage : Cüneyt Çakır Arbitre vidéo : Abdulkadir Bitigen |
| 8 décembre 2020 18h55 CET | Hoedt 36e · Marušić 90e          | Rapport | 2e, 39e Sobol            | Spectateurs : 0 Arbitrage : Cüneyt Çakır Arbitre vidéo : Abdulkadir Bitigen | Spectateurs : 0 Arbitrage : Cüneyt Çakır Arbitre vidéo : Abdulkadir Bitigen |

### Groupe G
| Rang | Équipe         | Pts | J | G | N | P | Bp | Bc | Diff |  | Résultats (▼ dom., ► ext.) |     |     |     |     |
| ---- | -------------- | --- | - | - | - | - | -- | -- | ---- |  | -------------------------- | --- | --- | --- | --- |
| 1    | Juventus FC    | 15  | 6 | 5 | 0 | 1 | 14 | 4  | +10  |  | Juventus FC                |     | 0-2 | 3-0 | 2-1 |
| 2    | FC Barcelone   | 15  | 6 | 5 | 0 | 1 | 16 | 5  | +11  |  | FC Barcelone               | 0-3 |     | 2-1 | 5-1 |
| 3    | Dynamo Kiev    | 4   | 6 | 1 | 1 | 4 | 4  | 13 | -9   |  | Dynamo Kiev                | 0-2 | 0-4 |     | 1-0 |
| 4    | Ferencváros TC | 1   | 6 | 0 | 1 | 5 | 5  | 17 | -12  |  | Ferencváros TC             | 1-4 | 0-3 | 2-2 |     |

| 1re journée                | Dynamo Kiev | 0 - 2   | Juventus FC                                | Stade olympique de Kiev, Kiev                                                   |                                                                                 |
| 20 octobre 2020 18h55 CEST |             | (0 - 0) | 46e 84e Morata                             | Spectateurs : 14 850 Arbitrage : Ovidiu Hategan Arbitre vidéo : Bastian Dankert | Spectateurs : 14 850 Arbitrage : Ovidiu Hategan Arbitre vidéo : Bastian Dankert |
| 20 octobre 2020 18h55 CEST |             | Rapport | 45e Bentancur · 50e Cuadrado · 59e Demiral | Spectateurs : 14 850 Arbitrage : Ovidiu Hategan Arbitre vidéo : Bastian Dankert | Spectateurs : 14 850 Arbitrage : Ovidiu Hategan Arbitre vidéo : Bastian Dankert |

| 1re journée                | FC Barcelone                                                         | 5 - 1   | Ferencváros TC                                            | Camp Nou, Barcelone                                                            |                                                                                |
| 20 octobre 2020 21h00 CEST | Messi 27e (pen.) · Fati 42e · Coutinho 52e · Pedri 82e · Dembélé 89e | (2 - 0) | 70e (pen.) Kharatin                                       | Spectateurs : 0 Arbitrage : Sandro Schärer Arbitre vidéo : Massimiliano Irrati | Spectateurs : 0 Arbitrage : Sandro Schärer Arbitre vidéo : Massimiliano Irrati |
| 20 octobre 2020 21h00 CEST | Piqué 68e                                                            | Rapport | 32e Laïdouni · 44e Ćivić · 85e Kharatin · 90+1e Kovačević | Spectateurs : 0 Arbitrage : Sandro Schärer Arbitre vidéo : Massimiliano Irrati | Spectateurs : 0 Arbitrage : Sandro Schärer Arbitre vidéo : Massimiliano Irrati |

| 2e journée                | Juventus FC                                                     | 0 - 2   | FC Barcelone                     | Juventus Stadium, Turin                                               |                                                                       |
| 28 octobre 2020 21h00 CET |                                                                 | (0 - 1) | 14e Dembélé · 90+1e (pen.) Messi | Spectateurs : 0 Arbitrage : Danny Makkelie Arbitre vidéo : Kevin Blom | Spectateurs : 0 Arbitrage : Danny Makkelie Arbitre vidéo : Kevin Blom |
| 28 octobre 2020 21h00 CET | Kulusevski 45+3e · Demiral 70e, 85e · Cuadrado 74e · Rabiot 79e | Rapport | 60e Roberto                      | Spectateurs : 0 Arbitrage : Danny Makkelie Arbitre vidéo : Kevin Blom | Spectateurs : 0 Arbitrage : Danny Makkelie Arbitre vidéo : Kevin Blom |

| 2e journée                | Ferencváros TC                                                      | 2 - 2   | Dynamo Kiev                        | Groupama Aréna, Budapest                                                        |                                                                                 |
| 28 octobre 2020 21h00 CET | Nguen 59e · Boli 90e                                                | (0 - 2) | 28e (pen.) Tsyhankov · 41e de Pena | Spectateurs : 6 171 Arbitrage : Ivan Kružliak Arbitre vidéo : Christian Dingert | Spectateurs : 6 171 Arbitrage : Ivan Kružliak Arbitre vidéo : Christian Dingert |
| 28 octobre 2020 21h00 CET | Somália 12e · Heister 21e · Kharatin 26e · Laïdouni 71e · Nguen 72e | Rapport | 52e Sydorchuk · 76e Buyalskyi      | Spectateurs : 6 171 Arbitrage : Ivan Kružliak Arbitre vidéo : Christian Dingert | Spectateurs : 6 171 Arbitrage : Ivan Kružliak Arbitre vidéo : Christian Dingert |

| 3e journée                | FC Barcelone                | 2 - 1   | Dynamo Kiev   | Camp Nou, Barcelone                                                       |                                                                           |
| 4 novembre 2020 21h00 CET | Messi 5e (pen.) · Piqué 65e | (1 - 0) | 75e Tsyhankov | Spectateurs : 0 Arbitrage : Michael Oliver Arbitre vidéo : Chris Kavanagh | Spectateurs : 0 Arbitrage : Michael Oliver Arbitre vidéo : Chris Kavanagh |
| 4 novembre 2020 21h00 CET |                             | Rapport | 70e Buyalskyi | Spectateurs : 0 Arbitrage : Michael Oliver Arbitre vidéo : Chris Kavanagh | Spectateurs : 0 Arbitrage : Michael Oliver Arbitre vidéo : Chris Kavanagh |

| 3e journée                | Ferencváros TC | 1 - 4   | Juventus FC                                  | Stade Ferenc-Puskás, Budapest                                                  |                                                                                |
| 4 novembre 2020 21h00 CET | Boli 90e       | (0 - 1) | 7e 60e Morata · 73e Dybala · 81e (csc) Dvali | Spectateurs : 18 531 Arbitrage : Orel Grinfeld Arbitre vidéo : Bastian Dankert | Spectateurs : 18 531 Arbitrage : Orel Grinfeld Arbitre vidéo : Bastian Dankert |
| 4 novembre 2020 21h00 CET | Botka 19e      | Rapport |                                              | Spectateurs : 18 531 Arbitrage : Orel Grinfeld Arbitre vidéo : Bastian Dankert | Spectateurs : 18 531 Arbitrage : Orel Grinfeld Arbitre vidéo : Bastian Dankert |

| 4e journée                 | Juventus FC                | 2 - 1   | Ferencváros TC | Juventus Stadium, Turin                                                |                                                                        |
| 24 novembre 2020 21h00 CET | Ronaldo 35e · Morata 90+2e | (1 - 1) | 19e Uzuni      | Spectateurs : 0 Arbitrage : Daniel Siebert Arbitre vidéo : Marco Fritz | Spectateurs : 0 Arbitrage : Daniel Siebert Arbitre vidéo : Marco Fritz |
| 24 novembre 2020 21h00 CET | Danilo 80e · Chiesa 90+3e  | Rapport | 67e Sigér      | Spectateurs : 0 Arbitrage : Daniel Siebert Arbitre vidéo : Marco Fritz | Spectateurs : 0 Arbitrage : Daniel Siebert Arbitre vidéo : Marco Fritz |

| 4e journée                 | Dynamo Kiev | 0 - 4   | FC Barcelone                                            | Stade olympique de Kiev, Kiev                                          |                                                                        |
| 24 novembre 2020 21h00 CET |             | (0 - 0) | 52e Dest · 57e 70e (pen.) Braithwaite · 90+2e Griezmann | Spectateurs : 0 Arbitrage : Matej Jug Arbitre vidéo : Sascha Stegemann | Spectateurs : 0 Arbitrage : Matej Jug Arbitre vidéo : Sascha Stegemann |
| 24 novembre 2020 21h00 CET | Popov 70e   | Rapport | 16e Pjanić                                              | Spectateurs : 0 Arbitrage : Matej Jug Arbitre vidéo : Sascha Stegemann | Spectateurs : 0 Arbitrage : Matej Jug Arbitre vidéo : Sascha Stegemann |

| 5e journée                | Juventus FC                           | 3 - 0   | Dynamo Kiev                   | Juventus Stadium, Turin                                                      |                                                                              |
| 2 décembre 2020 21h00 CET | Chiesa 21e · Ronaldo 57e · Morata 66e | (1 - 0) |                               | Spectateurs : 0 Arbitrage : Stéphanie Frappart Arbitre vidéo : Benoît Millot | Spectateurs : 0 Arbitrage : Stéphanie Frappart Arbitre vidéo : Benoît Millot |
| 2 décembre 2020 21h00 CET | Bentancur 10e                         | Rapport | 27e Zabarnyi · 81e Chaparenko | Spectateurs : 0 Arbitrage : Stéphanie Frappart Arbitre vidéo : Benoît Millot | Spectateurs : 0 Arbitrage : Stéphanie Frappart Arbitre vidéo : Benoît Millot |

| 5e journée                | Ferencváros TC | 0 - 3   | FC Barcelone                                         | Stade Ferenc-Puskás, Budapest                                               |                                                                             |
| 2 décembre 2020 21h00 CET |                | (0 - 3) | 14e Griezmann · 20e Braithwaite · 28e (pen.) Dembélé | Spectateurs : 0 Arbitrage : Aleksei Kulbakov Arbitre vidéo : Vitali Meshkov | Spectateurs : 0 Arbitrage : Aleksei Kulbakov Arbitre vidéo : Vitali Meshkov |
| 2 décembre 2020 21h00 CET | Sigér 28e      | Rapport | 30e Busquets · 53e Griezmann · 70e Trincão           | Spectateurs : 0 Arbitrage : Aleksei Kulbakov Arbitre vidéo : Vitali Meshkov | Spectateurs : 0 Arbitrage : Aleksei Kulbakov Arbitre vidéo : Vitali Meshkov |

| 6e journée                | FC Barcelone                                    | 0 - 3   | Juventus FC                                  | Camp Nou, Barcelone                                                        |                                                                            |
| 8 décembre 2020 21h00 CET |                                                 | (0 - 2) | 13e (pen.) 52e (pen.) Ronaldo · 20e McKennie | Spectateurs : 0 Arbitrage : Tobias Stieler Arbitre vidéo : Bastian Dankert | Spectateurs : 0 Arbitrage : Tobias Stieler Arbitre vidéo : Bastian Dankert |
| 8 décembre 2020 21h00 CET | Alba 27e · Lenglet 31e · Umtiti 60e · Firpo 78e | Rapport | 54e Morata · 69e Danilo                      | Spectateurs : 0 Arbitrage : Tobias Stieler Arbitre vidéo : Bastian Dankert | Spectateurs : 0 Arbitrage : Tobias Stieler Arbitre vidéo : Bastian Dankert |

| 6e journée                | Dynamo Kiev               | 1 - 0   | Ferencváros TC                                       | Stade olympique de Kiev, Kiev                                                |                                                                              |
| 8 décembre 2020 21h00 CET | Popov 60e                 | (0 - 0) |                                                      | Spectateurs : 0 Arbitrage : Andreas Ekberg Arbitre vidéo : Christian Dingert | Spectateurs : 0 Arbitrage : Andreas Ekberg Arbitre vidéo : Christian Dingert |
| 8 décembre 2020 21h00 CET | de Pena 27e · Harmash 37e | Rapport | 45e Laïdouni · 47e Kharatin · 59e Blažič · 85e Isael | Spectateurs : 0 Arbitrage : Andreas Ekberg Arbitre vidéo : Christian Dingert | Spectateurs : 0 Arbitrage : Andreas Ekberg Arbitre vidéo : Christian Dingert |

### Groupe H
| Rang | Équipe              | Pts | J | G | N | P | Bp | Bc | Diff |  | Résultats (▼ dom., ► ext.) |     |     |     |     |
| ---- | ------------------- | --- | - | - | - | - | -- | -- | ---- |  | -------------------------- | --- | --- | --- | --- |
| 1    | Paris Saint-Germain | 12  | 6 | 4 | 0 | 2 | 13 | 6  | +7   |  | Paris Saint-Germain        |     | 1-0 | 1-2 | 5-1 |
| 2    | RB Leipzig          | 12  | 6 | 4 | 0 | 2 | 11 | 12 | -1   |  | RB Leipzig                 | 2-1 |     | 3-2 | 2-0 |
| 3    | Manchester United   | 9   | 6 | 3 | 0 | 3 | 15 | 10 | +5   |  | Manchester United          | 1-3 | 5-0 |     | 4-1 |
| 4    | İstanbul Başakşehir | 3   | 6 | 1 | 0 | 5 | 7  | 18 | -11  |  | İstanbul Başakşehir        | 0-2 | 3-4 | 2-1 |     |

| 1re journée                | Paris Saint-Germain                 | 1 - 2   | Manchester United                   | Parc des Princes, Paris                                                               |                                                                                       |
| 20 octobre 2020 21h00 CEST | Martial 55e (csc)                   | (0 - 1) | 23e (pen.) Fernandes · 87e Rashford | Spectateurs : 0 Arbitrage : Antonio Mateu Lahoz Arbitre vidéo : Juan Martínez Manuera | Spectateurs : 0 Arbitrage : Antonio Mateu Lahoz Arbitre vidéo : Juan Martínez Manuera |
| 20 octobre 2020 21h00 CEST | Neymar 35e · Pereira 84e · Kean 90e | Rapport | 36e McTominay · 72e Tuanzebe        | Spectateurs : 0 Arbitrage : Antonio Mateu Lahoz Arbitre vidéo : Juan Martínez Manuera | Spectateurs : 0 Arbitrage : Antonio Mateu Lahoz Arbitre vidéo : Juan Martínez Manuera |

| 1re journée                | RB Leipzig                                             | 2 - 0   | Istanbul Başakşehir                           | Red Bull Arena, Leipzig                                                                       |                                                                                               |
| 20 octobre 2020 21h00 CEST | Angeliño 16e 20e                                       | (2 - 0) |                                               | Spectateurs : 999 Arbitrage : Jesús Gil Manzano Arbitre vidéo : Alejandro Hernández Hernández | Spectateurs : 999 Arbitrage : Jesús Gil Manzano Arbitre vidéo : Alejandro Hernández Hernández |
| 20 octobre 2020 21h00 CEST | Nkunku 40e · Upamecano 41e · Konaté 73e · Henrichs 89e | Rapport | 18e Bolingoli-Mbombo · 43e Rafael · 86e Özcan | Spectateurs : 999 Arbitrage : Jesús Gil Manzano Arbitre vidéo : Alejandro Hernández Hernández | Spectateurs : 999 Arbitrage : Jesús Gil Manzano Arbitre vidéo : Alejandro Hernández Hernández |

| 2e journée                | Istanbul Başakşehir                    | 0 - 2   | Paris Saint-Germain | Stade Fatih-Terim de Başakşehir, Istanbul                                            |                                                                                      |
| 28 octobre 2020 18h55 CET |                                        | (0 - 0) | 64e 79e Kean        | Spectateurs : 350 Arbitrage : Andreas Ekberg Arbitre vidéo : Carlos del Cerro Grande | Spectateurs : 350 Arbitrage : Andreas Ekberg Arbitre vidéo : Carlos del Cerro Grande |
| 28 octobre 2020 18h55 CET | Crivelli 3e · Epureanu 49e · Topal 54e | Rapport | 83e Kehrer          | Spectateurs : 350 Arbitrage : Andreas Ekberg Arbitre vidéo : Carlos del Cerro Grande | Spectateurs : 350 Arbitrage : Andreas Ekberg Arbitre vidéo : Carlos del Cerro Grande |

| 2e journée                | Manchester United                                           | 5 - 0   | RB Leipzig                                 | Old Trafford, Manchester                                                       |                                                                                |
| 28 octobre 2020 21h00 CET | Greenwood 21e · Rashford 74e 78e 90+2e · Martial 87e (pen.) | (1 - 0) |                                            | Spectateurs : 577 Arbitrage : Slavko Vinčić Arbitre vidéo : José Maria Sánchez | Spectateurs : 577 Arbitrage : Slavko Vinčić Arbitre vidéo : José Maria Sánchez |
| 28 octobre 2020 21h00 CET | Matić 34e                                                   | Rapport | 46e Henrichs · 77e Kluivert · 86e Sabitzer | Spectateurs : 577 Arbitrage : Slavko Vinčić Arbitre vidéo : José Maria Sánchez | Spectateurs : 577 Arbitrage : Slavko Vinčić Arbitre vidéo : José Maria Sánchez |

| 3e journée                | Istanbul Başakşehir | 2 - 1   | Manchester United | Stade Fatih-Terim de Başakşehir, Istanbul                                 |                                                                           |
| 4 novembre 2020 18h55 CET | Ba 13e · Višća 40e  | (2 - 1) | 43e Martial       | Spectateurs : 350 Arbitrage : Davide Massa Arbitre vidéo : Marco Di Bello | Spectateurs : 350 Arbitrage : Davide Massa Arbitre vidéo : Marco Di Bello |
| 4 novembre 2020 18h55 CET | Škrtel 89e          | Rapport | 20e Tuanzebe      | Spectateurs : 350 Arbitrage : Davide Massa Arbitre vidéo : Marco Di Bello | Spectateurs : 350 Arbitrage : Davide Massa Arbitre vidéo : Marco Di Bello |

| 3e journée                | RB Leipzig                       | 2 - 1   | Paris Saint-Germain                                | Red Bull Arena, Leipzig                                                |                                                                        |
| 4 novembre 2020 21h00 CET | Nkunku 42e · Forsberg 57e (pen.) | (1 - 1) | 6e Di María                                        | Spectateurs : 0 Arbitrage : Szymon Marciniak Arbitre vidéo : Paweł Gil | Spectateurs : 0 Arbitrage : Szymon Marciniak Arbitre vidéo : Paweł Gil |
| 4 novembre 2020 21h00 CET | Upamecano 15e · Konaté 25e       | Rapport | 19e, 90+5e Kimpembe · 37e, 69e Gueye · 68e Kurzawa | Spectateurs : 0 Arbitrage : Szymon Marciniak Arbitre vidéo : Paweł Gil | Spectateurs : 0 Arbitrage : Szymon Marciniak Arbitre vidéo : Paweł Gil |

| 4e journée                 | Paris Saint-Germain                                                 | 1 - 0   | RB Leipzig  | Parc des Princes, Paris                                               |                                                                       |
| 24 novembre 2020 21h00 CET | Neymar 11e (pen.)                                                   | (1 - 0) |             | Spectateurs : 0 Arbitrage : Danny Makkelie Arbitre vidéo : Kevin Blom | Spectateurs : 0 Arbitrage : Danny Makkelie Arbitre vidéo : Kevin Blom |
| 24 novembre 2020 21h00 CET | Neymar 40e · Paredes 41e · Rafinha 77e · Herrera 82e · Verratti 84e | Rapport | 2e Forsberg | Spectateurs : 0 Arbitrage : Danny Makkelie Arbitre vidéo : Kevin Blom | Spectateurs : 0 Arbitrage : Danny Makkelie Arbitre vidéo : Kevin Blom |

| 4e journée                 | Manchester United                                    | 4 - 1   | Istanbul Başakşehir                   | Old Trafford, Manchester                                                       |                                                                                |
| 24 novembre 2020 21h00 CET | Fernandes 7e 19e · Rashford 35e (pen.) · James 90+2e | (3 - 0) | 75e Türüç                             | Spectateurs : 545 Arbitrage : Ovidiu Hațegan Arbitre vidéo : Christian Dingert | Spectateurs : 545 Arbitrage : Ovidiu Hațegan Arbitre vidéo : Christian Dingert |
| 24 novembre 2020 21h00 CET | Tuanzebe 55e · Maguire 86e                           | Rapport | 78e Škrtel · 85e Tekdemir · 89e Türüç | Spectateurs : 545 Arbitrage : Ovidiu Hațegan Arbitre vidéo : Christian Dingert | Spectateurs : 545 Arbitrage : Ovidiu Hațegan Arbitre vidéo : Christian Dingert |

| 5e journée                | Istanbul Başakşehir                 | 3 - 4   | RB Leipzig                                           | Stade Fatih-Terim de Başakşehir, Istanbul                                                 |                                                                                           |
| 2 décembre 2020 18h55 CET | Kahveci 45+3e 72e 85e               | (1 - 2) | 26e Poulsen · 43e Mukiele · 66e Olmo · 90+2e Sørloth | Spectateurs : 0 Arbitrage : Carlos del Cerro Grande Arbitre vidéo : Juan Martínez Manuera | Spectateurs : 0 Arbitrage : Carlos del Cerro Grande Arbitre vidéo : Juan Martínez Manuera |
| 2 décembre 2020 18h55 CET | Škrtel 38e · Türüç 58e · Rafael 89e | Rapport | 53e Upamecano · 67e Olmo                             | Spectateurs : 0 Arbitrage : Carlos del Cerro Grande Arbitre vidéo : Juan Martínez Manuera | Spectateurs : 0 Arbitrage : Carlos del Cerro Grande Arbitre vidéo : Juan Martínez Manuera |

| 5e journée                | Manchester United | 1 - 3   | Paris Saint-Germain              | Old Trafford, Manchester                                                 |                                                                          |
| 2 décembre 2020 21h00 CET | Rashford 32e      | (1 - 1) | 6e 90+1e Neymar · 69e Marquinhos | Spectateurs : 638 Arbitrage : Daniele Orsato Arbitre vidéo : Marco Guida | Spectateurs : 638 Arbitrage : Daniele Orsato Arbitre vidéo : Marco Guida |
| 2 décembre 2020 21h00 CET | Fred 23e, 70e     | Rapport | 38e Paredes · 59e Verratti       | Spectateurs : 638 Arbitrage : Daniele Orsato Arbitre vidéo : Marco Guida | Spectateurs : 638 Arbitrage : Daniele Orsato Arbitre vidéo : Marco Guida |

| 6e journée                | RB Leipzig                                            | 3 - 2   | Manchester United                                                   | Red Bull Arena, Leipzig                                                                       |                                                                                               |
| 8 décembre 2020 21h00 CET | Angeliño 2e · Haidara 13e · Kluivert 69e              | (2 - 0) | 80e (pen.) Fernandes · 82e Pogba                                    | Spectateurs : 0 Arbitrage : Antonio Mateu Lahoz Arbitre vidéo : Alejandro Hernández Hernández | Spectateurs : 0 Arbitrage : Antonio Mateu Lahoz Arbitre vidéo : Alejandro Hernández Hernández |
| 8 décembre 2020 21h00 CET | Mukiele 32e · Sabitzer 35e · Kluivert 62e · Adams 81e | Rapport | 5e Fernandes · 44e Shaw · 63e Maguire · 68e Williams · 77e Lindelöf | Spectateurs : 0 Arbitrage : Antonio Mateu Lahoz Arbitre vidéo : Alejandro Hernández Hernández | Spectateurs : 0 Arbitrage : Antonio Mateu Lahoz Arbitre vidéo : Alejandro Hernández Hernández |

| 6e journée                | Paris Saint-Germain                        | 5 - 1   | Istanbul Başakşehir                                  | Parc des Princes, Paris | |
| 9 décembre 2020 18h55 CET | Neymar 21e 38e 50e · Mbappé 42e (pen.) 62e | (3 - 0) | 57e Topal                                            | Spectateurs : 0 Arbitrage : Ovidiu Hațegan (1re minute - 14e minute) Danny Makkelie (14e minute - 90e minute) Arbitre vidéo : Marco Di Bello | Spectateurs : 0 Arbitrage : Ovidiu Hațegan (1re minute - 14e minute) Danny Makkelie (14e minute - 90e minute) Arbitre vidéo : Marco Di Bello |
| 9 décembre 2020 18h55 CET | Pembele 90+2e                              | Rapport | 10e Tekdemir · 12e Rafael · 42e Günok · 63e Crivelli | Spectateurs : 0 Arbitrage : Ovidiu Hațegan (1re minute - 14e minute) Danny Makkelie (14e minute - 90e minute) Arbitre vidéo : Marco Di Bello | Spectateurs : 0 Arbitrage : Ovidiu Hațegan (1re minute - 14e minute) Danny Makkelie (14e minute - 90e minute) Arbitre vidéo : Marco Di Bello |

## Phase à élimination directe

### Tableau final
|  | Huitièmes de finale      | Huitièmes de finale      | Huitièmes de finale | Huitièmes de finale |                     |                     | Quarts de finale | Quarts de finale | Quarts de finale | Quarts de finale |  |  | Demi-finales | Demi-finales | Demi-finales | Demi-finales |  |  | Finale                               | Finale | Finale | Finale |
|  |                          |                          |                     |                     |                     |                     |                  |                  |                  |                  |  |  |              |              |              |              |  |  |                                      |        |        |        |
|  |                          |                          |                     |                     |                     |                     |                  |                  |                  |                  |  |  |              |              |              |              |  |  | 29 mai 2021 - Stade du Dragon, Porto |        |        |        |
|  | SS Lazio                 | SS Lazio                 | 1                   | 1                   |                     |                     |                  |                  |                  |                  |  |  |              |              |              |              |  |  |                                      |        |        |        |
|  | SS Lazio                 | SS Lazio                 | 1                   | 1                   |                     |                     |                  |                  |                  |                  |  |  |              |              |              |              |  |  |                                      |        |        |        |
|  | Bayern Munich            | Bayern Munich            | 4                   | 2                   |                     |                     |                  |                  |                  |                  |  |  |              |              |              |              |  |  |                                      |        |        |        |
|  | Bayern Munich            | Bayern Munich            | 4                   | 2                   | Bayern Munich       | Bayern Munich       | 2                | 1                |                  |                  |  |  |              |              |              |              |  |  |                                      |        |        |        |
|  |                          |                          |                     |                     | Bayern Munich       | Bayern Munich       | 2                | 1                |                  |                  |  |  |              |              |              |              |  |  |                                      |        |        |        |
|  |                          |                          | Paris Saint-Germain | Paris Saint-Germain | 3                   | 0                   |                  |                  |                  |                  |  |  |              |              |              |              |  |  |                                      |        |        |        |
|  | FC Barcelone             | FC Barcelone             | Paris Saint-Germain | Paris Saint-Germain | 3                   | 0                   | 1                | 1                |                  |                  |  |  |              |              |              |              |  |  |                                      |        |        |        |
|  | FC Barcelone             | FC Barcelone             |                     |                     |                     |                     |                  | 1                |                  |                  |  |  |              |              |              |              |  |  |                                      |        |        |        |
|  | Paris Saint-Germain      | Paris Saint-Germain      | 4                   | 1                   |                     |                     |                  |                  |                  |                  |  |  |              |              |              |              |  |  |                                      |        |        |        |
|  | Paris Saint-Germain      | Paris Saint-Germain      | 4                   | 1                   | Paris Saint-Germain | Paris Saint-Germain | 1                | 0                |                  |                  |  |  |              |              |              |              |  |  |                                      |        |        |        |
|  |                          |                          |                     |                     | Paris Saint-Germain | Paris Saint-Germain | 1                | 0                |                  |                  |  |  |              |              |              |              |  |  |                                      |        |        |        |
|  |                          |                          | Manchester City     | Manchester City     | 2                   | 2                   |                  |                  |                  |                  |  |  |              |              |              |              |  |  |                                      |        |        |        |
|  | Borussia Mönchengladbach | Borussia Mönchengladbach | Manchester City     | Manchester City     | 2                   | 2                   | 0                | 0                |                  |                  |  |  |              |              |              |              |  |  |                                      |        |        |        |
|  | Borussia Mönchengladbach | Borussia Mönchengladbach |                     |                     |                     |                     |                  | 0                |                  |                  |  |  |              |              |              |              |  |  |                                      |        |        |        |
|  | Manchester City          | Manchester City          | 2                   | 2                   |                     |                     |                  |                  |                  |                  |  |  |              |              |              |              |  |  |                                      |        |        |        |
|  | Manchester City          | Manchester City          | 2                   | 2                   | Manchester City     | Manchester City     | 2                | 2                |                  |                  |  |  |              |              |              |              |  |  |                                      |        |        |        |
|  |                          |                          |                     |                     | Manchester City     | Manchester City     | 2                | 2                |                  |                  |  |  |              |              |              |              |  |  |                                      |        |        |        |
|  |                          |                          | Borussia Dortmund   | Borussia Dortmund   | 1                   | 1                   |                  |                  |                  |                  |  |  |              |              |              |              |  |  |                                      |        |        |        |
|  | Séville FC               | Séville FC               | Borussia Dortmund   | Borussia Dortmund   | 1                   | 1                   | 2                | 2                |                  |                  |  |  |              |              |              |              |  |  |                                      |        |        |        |
|  | Séville FC               | Séville FC               |                     |                     |                     |                     |                  | 2                |                  |                  |  |  |              |              |              |              |  |  |                                      |        |        |        |
|  | Borussia Dortmund        | Borussia Dortmund        | 3                   | 2                   |                     |                     |                  |                  |                  |                  |  |  |              |              |              |              |  |  |                                      |        |        |        |
|  | Borussia Dortmund        | Borussia Dortmund        | 3                   | 2                   | Manchester City     | Manchester City     | 0                | 0                |                  |                  |  |  |              |              |              |              |  |  |                                      |        |        |        |
|  |                          |                          |                     |                     | Manchester City     | Manchester City     | 0                | 0                |                  |                  |  |  |              |              |              |              |  |  |                                      |        |        |        |
|  |                          |                          | Chelsea FC          | Chelsea FC          | 1                   | 1                   |                  |                  |                  |                  |  |  |              |              |              |              |  |  |                                      |        |        |        |
|  | Atalanta Bergame         | Atalanta Bergame         | Chelsea FC          | Chelsea FC          | 1                   | 1                   | 0                | 1                |                  |                  |  |  |              |              |              |              |  |  |                                      |        |        |        |
|  | Atalanta Bergame         | Atalanta Bergame         |                     |                     |                     |                     |                  | 1                |                  |                  |  |  |              |              |              |              |  |  |                                      |        |        |        |
|  | Real Madrid              | Real Madrid              | 1                   | 3                   |                     |                     |                  |                  |                  |                  |  |  |              |              |              |              |  |  |                                      |        |        |        |
|  | Real Madrid              | Real Madrid              | 1                   | 3                   | Real Madrid         | Real Madrid         | 3                | 0                |                  |                  |  |  |              |              |              |              |  |  |                                      |        |        |        |
|  |                          |                          |                     |                     | Real Madrid         | Real Madrid         | 3                | 0                |                  |                  |  |  |              |              |              |              |  |  |                                      |        |        |        |
|  |                          |                          | Liverpool FC        | Liverpool FC        | 1                   | 0                   |                  |                  |                  |                  |  |  |              |              |              |              |  |  |                                      |        |        |        |
|  | RB Leipzig               | RB Leipzig               | Liverpool FC        | Liverpool FC        | 1                   | 0                   | 0                | 0                |                  |                  |  |  |              |              |              |              |  |  |                                      |        |        |        |
|  | RB Leipzig               | RB Leipzig               |                     |                     |                     |                     |                  | 0                |                  |                  |  |  |              |              |              |              |  |  |                                      |        |        |        |
|  | Liverpool FC             | Liverpool FC             | 2                   | 2                   |                     |                     |                  |                  |                  |                  |  |  |              |              |              |              |  |  |                                      |        |        |        |
|  | Liverpool FC             | Liverpool FC             | 2                   | 2                   | Real Madrid         | Real Madrid         | 1                | 0                |                  |                  |  |  |              |              |              |              |  |  |                                      |        |        |        |
|  |                          |                          |                     |                     | Real Madrid         | Real Madrid         | 1                | 0                |                  |                  |  |  |              |              |              |              |  |  |                                      |        |        |        |
|  |                          |                          | Chelsea FC          | Chelsea FC          | 1                   | 2                   |                  |                  |                  |                  |  |  |              |              |              |              |  |  |                                      |        |        |        |
|  | FC Porto                 | FC Porto                 | Chelsea FC          | Chelsea FC          | 1                   | 2                   | 2                | 2                |                  |                  |  |  |              |              |              |              |  |  |                                      |        |        |        |
|  | FC Porto                 | FC Porto                 |                     |                     |                     |                     |                  | 2                |                  |                  |  |  |              |              |              |              |  |  |                                      |        |        |        |
|  | Juventus FC              | Juventus FC              | 1                   | 3ap                 |                     |                     |                  |                  |                  |                  |  |  |              |              |              |              |  |  |                                      |        |        |        |
|  | Juventus FC              | Juventus FC              | 1                   | 3ap                 | FC Porto            | FC Porto            | 0                | 1                |                  |                  |  |  |              |              |              |              |  |  |                                      |        |        |        |
|  |                          |                          |                     |                     | FC Porto            | FC Porto            | 0                | 1                |                  |                  |  |  |              |              |              |              |  |  |                                      |        |        |        |
|  |                          |                          | Chelsea FC          | Chelsea FC          | 2                   | 0                   |                  |                  |                  |                  |  |  |              |              |              |              |  |  |                                      |        |        |        |
|  | Atlético de Madrid       | Atlético de Madrid       | Chelsea FC          | Chelsea FC          | 2                   | 0                   | 0                | 0                |                  |                  |  |  |              |              |              |              |  |  |                                      |        |        |        |
|  | Atlético de Madrid       | Atlético de Madrid       |                     |                     |                     |                     |                  | 0                |                  |                  |  |  |              |              |              |              |  |  |                                      |        |        |        |
|  | Chelsea FC               | Chelsea FC               | 1                   | 2                   |                     |                     |                  |                  |                  |                  |  |  |              |              |              |              |  |  |                                      |        |        |        |
|  | Chelsea FC               | Chelsea FC               | 1                   | 2                   |                     |                     |                  |                  |                  |                  |  |  |              |              |              |              |  |  |                                      |        |        |        |
|  |                          |                          |                     |                     |                     |                     |                  |                  |                  |                  |  |  |              |              |              |              |  |  |                                      |        |        |        |

### Huitièmes de finale
Atlético de Madrid
Real Madrid
Deux équipes d'une même association nationale ne peuvent pas non plus se rencontrer en huitièmes de finale, de même que deux équipes issues du même groupe. Cette limitation est levée à partir des quarts de finale.
| Les 16 qualifiés - récapitulatif avant tirage au sort | Les 16 qualifiés - récapitulatif avant tirage au sort | Les 16 qualifiés - récapitulatif avant tirage au sort | Les 16 qualifiés - récapitulatif avant tirage au sort |
| Groupe                                                | 1er (tête de série)                                   | 2e                                                    |                                                       |
| ----------------------------------------------------- | ----------------------------------------------------- | ----------------------------------------------------- | ----------------------------------------------------- |
| A                                                     | Bayern Munich                                         | Atlético de Madrid                                    |                                                       |
| B                                                     | Real Madrid                                           | Borussia Mönchengladbach                              |                                                       |
| C                                                     | Manchester City                                       | FC Porto                                              |                                                       |
| D                                                     | Liverpool FC                                          | Atalanta Bergame                                      |                                                       |
| E                                                     | Chelsea FC                                            | Séville FC                                            |                                                       |
| F                                                     | Borussia Dortmund                                     | SS Lazio                                              |                                                       |
| G                                                     | Juventus FC                                           | FC Barcelone                                          |                                                       |
| H                                                     | Paris-Saint-Germain                                   | RB Leipzig                                            |                                                       |

Le tirage au sort des huitièmes de finale a lieu le 14 décembre 2020.
Les matchs aller se jouent les 16, 17, 23 et 24 février, et les matchs retour les 9, 10, 16 et 17 mars 2021.
| Équipe                   | Aller | Total  | Retour   | Équipe              |
| ------------------------ | ----- | ------ | -------- | ------------------- |
| Borussia Mönchengladbach | 0 - 2 | 0 - 4  | 0 - 2    | Manchester City     |
| SS Lazio                 | 1 - 4 | 2 - 6  | 1 - 2    | Bayern Munich       |
| Atlético de Madrid       | 0 - 1 | 0 - 3  | 0 - 2    | Chelsea FC          |
| RB Leipzig               | 0 - 2 | 0 - 4  | 0 - 2    | Liverpool FC        |
| FC Porto                 | 2 - 1 | 4e - 4 | 2 - 3 ap | Juventus FC         |
| FC Barcelone             | 1 - 4 | 2 - 5  | 1 - 1    | Paris Saint-Germain |
| Séville FC               | 2 - 3 | 4 - 5  | 2 - 2    | Borussia Dortmund   |
| Atalanta Bergame         | 0 - 1 | 1 - 4  | 1 - 3    | Real Madrid         |

| 16 février 2021 | FC Barcelone     | 1 - 4   | Paris Saint-Germain           | Camp Nou, Barcelone                                                                  |                                                                                      |
| 21h00 CET       | Messi 27e (pen.) | (1 - 1) | 32e 65e 85e Mbappé · 70e Kean | Spectateurs : 0 (huis clos) Arbitrage : Björn Kuipers Arbitre vidéo : Pol van Boekel | Spectateurs : 0 (huis clos) Arbitrage : Björn Kuipers Arbitre vidéo : Pol van Boekel |
| 21h00 CET       |                  | Rapport | 20e Gueye                     | Spectateurs : 0 (huis clos) Arbitrage : Björn Kuipers Arbitre vidéo : Pol van Boekel | Spectateurs : 0 (huis clos) Arbitrage : Björn Kuipers Arbitre vidéo : Pol van Boekel |

| 10 mars 2021 | Paris Saint-Germain                               | 1 - 1   | FC Barcelone                                | Parc des Princes, Paris                                                               |                                                                                       |
| 21h00 CET    | Mbappé 31e (pen.)                                 | (1 - 1) | 37e Messi                                   | Spectateurs : 0 (huis clos) Arbitrage : Anthony Taylor Arbitre vidéo : Stuart Attwell | Spectateurs : 0 (huis clos) Arbitrage : Anthony Taylor Arbitre vidéo : Stuart Attwell |
| 21h00 CET    | Kurzawa 8e · Gueye 50e · Paredes 50e · Icardi 89e | Rapport | 25e Mingueza · 30e Lenglet · 38e F. de Jong | Spectateurs : 0 (huis clos) Arbitrage : Anthony Taylor Arbitre vidéo : Stuart Attwell | Spectateurs : 0 (huis clos) Arbitrage : Anthony Taylor Arbitre vidéo : Stuart Attwell |

| 16 février 2021 | RB Leipzig                                                     | 0 - 2   | Liverpool FC              | Stade Ferenc-Puskás, Budapest                                                             |                                                                                           |
| 21h00 CET       |                                                                | (0 - 0) | 53e Salah · 58e Mané      | Spectateurs : 0 (huis clos) Arbitrage : Slavko Vinčić Arbitre vidéo : Massimiliano Irrati | Spectateurs : 0 (huis clos) Arbitrage : Slavko Vinčić Arbitre vidéo : Massimiliano Irrati |
| 21h00 CET       | Haidara 5e · Mukiele 5e · Nkunku 52e · Angeliño 65e · Olmo 76e | Rapport | 69e Kabak · 81e Henderson | Spectateurs : 0 (huis clos) Arbitrage : Slavko Vinčić Arbitre vidéo : Massimiliano Irrati | Spectateurs : 0 (huis clos) Arbitrage : Slavko Vinčić Arbitre vidéo : Massimiliano Irrati |

| 10 mars 2021 | Liverpool FC         | 2 - 0   | RB Leipzig | Stade Ferenc-Puskás, Budapest                                                         |                                                                                       |
| 21h00 CET    | Salah 71e · Mané 74e | (0 - 0) |            | Spectateurs : 0 (huis clos) Arbitrage : Clément Turpin Arbitre vidéo : Jérôme Brisard | Spectateurs : 0 (huis clos) Arbitrage : Clément Turpin Arbitre vidéo : Jérôme Brisard |
| 21h00 CET    | Rapport              |         |            | Spectateurs : 0 (huis clos) Arbitrage : Clément Turpin Arbitre vidéo : Jérôme Brisard | Spectateurs : 0 (huis clos) Arbitrage : Clément Turpin Arbitre vidéo : Jérôme Brisard |

| 17 février 2021 | FC Porto               | 2 - 1   | Juventus FC                                                | Stade du Dragon, Porto                                                                                        | |
| 21h00 CET       | Taremi 2e · Marega 46e | (1 - 0) | 82e Chiesa                                                 | Spectateurs : 0 (huis clos) Arbitrage : Carlos del Cerro Grande Arbitre vidéo : Alejandro Hernandez Hernandez | Spectateurs : 0 (huis clos) Arbitrage : Carlos del Cerro Grande Arbitre vidéo : Alejandro Hernandez Hernandez |
| 21h00 CET       |                        | Rapport | 63e de Ligt · 81e Danilo · 87e Demiral · 90+2e Alex Sandro | Spectateurs : 0 (huis clos) Arbitrage : Carlos del Cerro Grande Arbitre vidéo : Alejandro Hernandez Hernandez | Spectateurs : 0 (huis clos) Arbitrage : Carlos del Cerro Grande Arbitre vidéo : Alejandro Hernandez Hernandez |

| 9 mars 2021 | Juventus FC                                                   | 3 - 2 ap              | FC Porto                                                      | Juventus Stadium, Turin                                                              |                                                                                      |
| 21h00 CET   | Chiesa 49e 63e · Rabiot 117e                                  | (0 - 1, 2 - 1, 2 - 1) | 19e (pen.) 115e Oliveira                                      | Spectateurs : 0 (huis clos) Arbitrage : Björn Kuipers Arbitre vidéo : Pol van Boekel | Spectateurs : 0 (huis clos) Arbitrage : Björn Kuipers Arbitre vidéo : Pol van Boekel |
| 21h00 CET   | Chiesa 90+3e · Cuadrado 92e · Bernardeschi 103e · Rabiot 114e | Rapport               | 45+2e Otávio · 52e, 54e Taremi · 97e Oliveira · 120+2e Mbemba | Spectateurs : 0 (huis clos) Arbitrage : Björn Kuipers Arbitre vidéo : Pol van Boekel | Spectateurs : 0 (huis clos) Arbitrage : Björn Kuipers Arbitre vidéo : Pol van Boekel |

| 17 février 2021 | Séville FC               | 2 - 3   | Borussia Dortmund            | Stade Ramón-Sánchez-Pizjuán, Séville                                              |                                                                                   |
| 21h00 CET       | Suso 7e · L. de Jong 84e | (1 - 3) | 19e Dahoud · 27e 43e Haaland | Spectateurs : 0 (huis clos) Arbitrage : Danny Makkelie Arbitre vidéo : Kevin Blom | Spectateurs : 0 (huis clos) Arbitrage : Danny Makkelie Arbitre vidéo : Kevin Blom |
| 21h00 CET       | Rodríguez 88e            | Rapport | 73e Hummels · 90+1e Haaland  | Spectateurs : 0 (huis clos) Arbitrage : Danny Makkelie Arbitre vidéo : Kevin Blom | Spectateurs : 0 (huis clos) Arbitrage : Danny Makkelie Arbitre vidéo : Kevin Blom |

| 9 mars 2021 | Borussia Dortmund                 | 2 - 2   | Séville FC                                                                  | Signal Iduna Park, Dortmund                                                              |                                                                                          |
| 21h00 CET   | Haaland 35e 54e (pen.)            | (1 - 0) | 69e (pen.) 90+6e En-Nesyri                                                  | Spectateurs : 0 (huis clos) Arbitrage : Cüneyt Çakır Arbitre vidéo : Massimiliano Irrati | Spectateurs : 0 (huis clos) Arbitrage : Cüneyt Çakır Arbitre vidéo : Massimiliano Irrati |
| 21h00 CET   | Morey 20e · Haaland 55e · Can 67e | Rapport | 40e Acuña · 51e Koundé · 55e Jordán · 71e Óscar · 76e Fernando · 77e Carlos | Spectateurs : 0 (huis clos) Arbitrage : Cüneyt Çakır Arbitre vidéo : Massimiliano Irrati | Spectateurs : 0 (huis clos) Arbitrage : Cüneyt Çakır Arbitre vidéo : Massimiliano Irrati |

| 23 février 2021 | Atlético de Madrid         | 0 - 1   | Chelsea FC              | Arena Națională, Bucarest                                                       |                                                                                 |
| 21h00 CET       |                            | (0 - 0) | 71e Giroud              | Spectateurs : 0 (huis clos) Arbitrage : Felix Brych Arbitre vidéo : Marco Fritz | Spectateurs : 0 (huis clos) Arbitrage : Felix Brych Arbitre vidéo : Marco Fritz |
| 21h00 CET       | Llorente 63e · Lemar 90+3e | Rapport | 1e Mount · 64e Jorginho | Spectateurs : 0 (huis clos) Arbitrage : Felix Brych Arbitre vidéo : Marco Fritz | Spectateurs : 0 (huis clos) Arbitrage : Felix Brych Arbitre vidéo : Marco Fritz |

| 17 mars 2021 | Chelsea FC                 | 2 - 0   | Atlético de Madrid                                       | Stamford Bridge, Londres                                       |                                                                |
| 21h00 CET    | Ziyech 34e · Emerson 90+4e | (1 - 0) |                                                          | Arbitrage : Daniele Orsato Arbitre vidéo : Massimiliano Irrati | Arbitrage : Daniele Orsato Arbitre vidéo : Massimiliano Irrati |
| 21h00 CET    | Havertz 30e                | Rapport | 31e Lodi · 51e Saúl · 60e Giménez · 72e Koke · 82e Savić | Arbitrage : Daniele Orsato Arbitre vidéo : Massimiliano Irrati | Arbitrage : Daniele Orsato Arbitre vidéo : Massimiliano Irrati |

| 23 février 2021 | SS Lazio                                                           | 1 - 4   | Bayern Munich                                              | Stade olympique de Rome, Rome                                                               |                                                                                             |
| 21h00 CET       | Correa 49e                                                         | (0 - 3) | 9e Lewandowski · 24e Musiala · 42e Sané · 47e (csc) Acerbi | Spectateurs : 0 (huis clos) Arbitrage : Orel Grinfeld Arbitre vidéo : Juan Martínez Munuera | Spectateurs : 0 (huis clos) Arbitrage : Orel Grinfeld Arbitre vidéo : Juan Martínez Munuera |
| 21h00 CET       | Alberto 28e · Leiva 51e · Correa 57e · Marušić 65e · Escalante 69e | Rapport | 72e Kimmich · 75e Coman                                    | Spectateurs : 0 (huis clos) Arbitrage : Orel Grinfeld Arbitre vidéo : Juan Martínez Munuera | Spectateurs : 0 (huis clos) Arbitrage : Orel Grinfeld Arbitre vidéo : Juan Martínez Munuera |

| 17 mars 2021 | Bayern Munich                              | 2 - 1   | SS Lazio                                                  | Allianz Arena, Munich                               |                                                     |
| 21h00 CET    | Lewandowski 33e (pen.) · Choupo-Moting 73e | (1 - 0) | 82e Parolo                                                | Arbitrage : István Kovács Arbitre vidéo : Paweł Gil | Arbitrage : István Kovács Arbitre vidéo : Paweł Gil |
| 21h00 CET    | Goretzka 48e                               | Rapport | 26e Radu · 31e Acerbi · 39e Milinković-Savić · 70e Correa | Arbitrage : István Kovács Arbitre vidéo : Paweł Gil | Arbitrage : István Kovács Arbitre vidéo : Paweł Gil |

| 24 février 2021 | Atalanta Bergame         | 0 - 1   | Real Madrid              | Stadio Atleti Azzurri d'Italia, Bergame                                                |                                                                                        |
| 21h00 CET       |                          | (0 - 0) | 86e Mendy                | Spectateurs : 0 (huis clos) Arbitrage : Tobias Stieler Arbitre vidéo : Bastian Dankert | Spectateurs : 0 (huis clos) Arbitrage : Tobias Stieler Arbitre vidéo : Bastian Dankert |
| 21h00 CET       | Freuler 17e · Gosens 71e | Rapport | 23e Casemiro · 55e Mendy | Spectateurs : 0 (huis clos) Arbitrage : Tobias Stieler Arbitre vidéo : Bastian Dankert | Spectateurs : 0 (huis clos) Arbitrage : Tobias Stieler Arbitre vidéo : Bastian Dankert |

| 16 mars 2021 | Real Madrid                                  | 3 - 1   | Atalanta Bergame | Stade Alfredo-Di-Stéfano, Madrid                                                  |                                                                                   |
| 21h00 CET    | Benzema 34e · Ramos 60e (pen.) · Asensio 85e | (1 - 0) | 83e Muriel       | Spectateurs : 0 (huis clos) Arbitrage : Danny Makkelie Arbitre vidéo : Kevin Blom | Spectateurs : 0 (huis clos) Arbitrage : Danny Makkelie Arbitre vidéo : Kevin Blom |
| 21h00 CET    | Valverde 39e · Nacho 73e · Kroos 77e         | Rapport | 58e Tolói        | Spectateurs : 0 (huis clos) Arbitrage : Danny Makkelie Arbitre vidéo : Kevin Blom | Spectateurs : 0 (huis clos) Arbitrage : Danny Makkelie Arbitre vidéo : Kevin Blom |

| 24 février 2021 | Borussia Mönchengladbach | 0 - 2   | Manchester City       | Stade Ferenc-Puskás, Budapest                                                           |                                                                                         |
| 21h00 CET       |                          | (0 - 1) | 29e Silva · 65e Jesus | Spectateurs : 0 (huis clos) Arbitrage : Artur Soares Dias Arbitre vidéo : João Pinheiro | Spectateurs : 0 (huis clos) Arbitrage : Artur Soares Dias Arbitre vidéo : João Pinheiro |
| 21h00 CET       | Rapport                  |         |                       | Spectateurs : 0 (huis clos) Arbitrage : Artur Soares Dias Arbitre vidéo : João Pinheiro | Spectateurs : 0 (huis clos) Arbitrage : Artur Soares Dias Arbitre vidéo : João Pinheiro |

| 16 mars 2021 | Manchester City               | 2 - 0   | Borussia Mönchengladbach | Stade Ferenc-Puskás, Budapest                                                         |                                                                                       |
| 21h00 CET    | De Bruyne 12e · Gündoğan 18e  | (2 - 0) |                          | Spectateurs : 0 (huis clos) Arbitrage : Sergei Karasev Arbitre vidéo : Vitali Meshkov | Spectateurs : 0 (huis clos) Arbitrage : Sergei Karasev Arbitre vidéo : Vitali Meshkov |
| 21h00 CET    | Cancelo 55e · Fernandinho 82e | Rapport | 61e Lainer               | Spectateurs : 0 (huis clos) Arbitrage : Sergei Karasev Arbitre vidéo : Vitali Meshkov | Spectateurs : 0 (huis clos) Arbitrage : Sergei Karasev Arbitre vidéo : Vitali Meshkov |

### Quarts de finale
| Les 8 qualifiés     |
| ------------------- |
| Manchester City     |
| Bayern Munich       |
| Chelsea FC          |
| Liverpool FC        |
| FC Porto            |
| Paris Saint-Germain |
| Borussia Dortmund   |
| Real Madrid         |

Le tirage au sort des quarts de finale a lieu le 19 mars 2021
| Équipe          | Aller | Total  | Retour | Équipe              |
| --------------- | ----- | ------ | ------ | ------------------- |
| Manchester City | 2 - 1 | 4 - 2  | 2 - 1  | Borussia Dortmund   |
| FC Porto        | 0 - 2 | 1 - 2  | 1 - 0  | Chelsea FC          |
| Bayern Munich   | 2 - 3 | 3 - 3e | 1 - 0  | Paris Saint-Germain |
| Real Madrid     | 3 - 1 | 3 - 1  | 0 - 0  | Liverpool FC        |

| 6 avril 2021 | Real Madrid                    | 3 - 1   | Liverpool FC                                    | Stade Alfredo-Di-Stéfano, Madrid                                                |                                                                                 |
| 21h00 CEST   | Vinícius 27e 65e · Asensio 36e | (2 - 0) | 51e Salah                                       | Spectateurs : 0 (huis clos) Arbitrage : Felix Brych Arbitre vidéo : Marco Fritz | Spectateurs : 0 (huis clos) Arbitrage : Felix Brych Arbitre vidéo : Marco Fritz |
| 21h00 CEST   | Vázquez 49e                    | Rapport | 39e Mané · 56e Alcântara · 83e Alexander-Arnold | Spectateurs : 0 (huis clos) Arbitrage : Felix Brych Arbitre vidéo : Marco Fritz | Spectateurs : 0 (huis clos) Arbitrage : Felix Brych Arbitre vidéo : Marco Fritz |

| 14 avril 2021 | Liverpool FC                 | 0 - 0   | Real Madrid  | Anfield, Liverpool                                                                   |                                                                                      |
| 21h00 CEST    |                              | (0 - 0) |              | Spectateurs : 0 (huis clos) Arbitrage : Björn Kuipers Arbitre vidéo : Pol van Boekel | Spectateurs : 0 (huis clos) Arbitrage : Björn Kuipers Arbitre vidéo : Pol van Boekel |
| 21h00 CEST    | Robertson 25e · Phillips 59e | Rapport | 25e Casemiro | Spectateurs : 0 (huis clos) Arbitrage : Björn Kuipers Arbitre vidéo : Pol van Boekel | Spectateurs : 0 (huis clos) Arbitrage : Björn Kuipers Arbitre vidéo : Pol van Boekel |

| 6 avril 2021 | Manchester City           | 2 - 1   | Borussia Dortmund        | City of Manchester Stadium, Manchester                                                |                                                                                       |
| 21h00 CEST   | De Bruyne 19e · Foden 90e | (1 - 0) | 84e Reus                 | Spectateurs : 0 (huis clos) Arbitrage : Ovidiu Hațegan Arbitre vidéo : Marco Di Bello | Spectateurs : 0 (huis clos) Arbitrage : Ovidiu Hațegan Arbitre vidéo : Marco Di Bello |
| 21h00 CEST   |                           | Rapport | 30e Can · 37e Bellingham | Spectateurs : 0 (huis clos) Arbitrage : Ovidiu Hațegan Arbitre vidéo : Marco Di Bello | Spectateurs : 0 (huis clos) Arbitrage : Ovidiu Hațegan Arbitre vidéo : Marco Di Bello |

| 14 avril 2021 | Borussia Dortmund | 1 - 2   | Manchester City               | Signal Iduna Park, Dortmund                                                                           | |
| 21h00 CEST    | Bellingham 15e    | (1 - 0) | 55e (pen.) Mahrez · 75e Foden | Spectateurs : 0 (huis clos) Arbitrage : Carlos del Cerro Grande Arbitre vidéo : Juan Martínez Manuera | Spectateurs : 0 (huis clos) Arbitrage : Carlos del Cerro Grande Arbitre vidéo : Juan Martínez Manuera |
| 21h00 CEST    | Bellingham 39e    | Rapport |                               | Spectateurs : 0 (huis clos) Arbitrage : Carlos del Cerro Grande Arbitre vidéo : Juan Martínez Manuera | Spectateurs : 0 (huis clos) Arbitrage : Carlos del Cerro Grande Arbitre vidéo : Juan Martínez Manuera |

| 7 avril 2021 | Bayern Munich                                                 | 2 - 3   | Paris Saint-Germain            | Allianz Arena, Munich                                                                           |                                                                                                 |
| 21h00 CEST   | Choupo-Moting 37e · Müller 60e                                | (1 - 2) | 3e 68e Mbappé · 28e Marquinhos | Spectateurs : 0 (huis clos) Arbitrage : Antonio Mateu Lahoz Arbitre vidéo : Alejandro Hernàndez | Spectateurs : 0 (huis clos) Arbitrage : Antonio Mateu Lahoz Arbitre vidéo : Alejandro Hernàndez |
| 21h00 CEST   | Hernandez 35e · Kimmich 70e · Boateng 72e · Choupo-Moting 89e | Rapport | 62e Draxler                    | Spectateurs : 0 (huis clos) Arbitrage : Antonio Mateu Lahoz Arbitre vidéo : Alejandro Hernàndez | Spectateurs : 0 (huis clos) Arbitrage : Antonio Mateu Lahoz Arbitre vidéo : Alejandro Hernàndez |

| 13 avril 2021 | Paris Saint-Germain     | 0 - 1   | Bayern Munich          | Parc des Princes, Paris                                                                    |                                                                                            |
| 21h00 CEST    |                         | (0 - 1) | 40e Choupo-Moting      | Spectateurs : 0 (huis clos) Arbitrage : Daniele Orsato Arbitre vidéo : Massimiliano Irrati | Spectateurs : 0 (huis clos) Arbitrage : Daniele Orsato Arbitre vidéo : Massimiliano Irrati |
| 21h00 CEST    | Dagba 55e · Herrera 90e | Rapport | 52e Alaba · 68e Müller | Spectateurs : 0 (huis clos) Arbitrage : Daniele Orsato Arbitre vidéo : Massimiliano Irrati | Spectateurs : 0 (huis clos) Arbitrage : Daniele Orsato Arbitre vidéo : Massimiliano Irrati |

| 7 avril 2021 | FC Porto                | 0 - 2   | Chelsea FC               | Stade Ramón-Sánchez-Pizjuán, Séville                                            |                                                                                 |
| 21h00 CEST   |                         | (0 - 1) | 32e Mount · 85e Chilwell | Spectateurs : 0 (huis clos) Arbitrage : Slavko Vinčić Arbitre vidéo : Paweł Gil | Spectateurs : 0 (huis clos) Arbitrage : Slavko Vinčić Arbitre vidéo : Paweł Gil |
| 21h00 CEST   | Mbemba 63e · Grujić 79e | Rapport |                          | Spectateurs : 0 (huis clos) Arbitrage : Slavko Vinčić Arbitre vidéo : Paweł Gil | Spectateurs : 0 (huis clos) Arbitrage : Slavko Vinčić Arbitre vidéo : Paweł Gil |

| 13 avril 2021 | Chelsea FC | 0 - 1   | FC Porto                                                       | Stade Ramón-Sánchez-Pizjuán, Séville                                                     |                                                                                          |
| 21h00 CEST    |            | (0 - 0) | 90+4e Taremi                                                   | Spectateurs : 0 (huis clos) Arbitrage : Clément Turpin Arbitre vidéo : François Letexier | Spectateurs : 0 (huis clos) Arbitrage : Clément Turpin Arbitre vidéo : François Letexier |
| 21h00 CEST    |            | Rapport | 46e Oliveira · 74e Corona · 82e Pepe · 88e Díaz · 90+5e Taremi | Spectateurs : 0 (huis clos) Arbitrage : Clément Turpin Arbitre vidéo : François Letexier | Spectateurs : 0 (huis clos) Arbitrage : Clément Turpin Arbitre vidéo : François Letexier |

### Demi-finales
Les matchs aller se jouent les 27 et 28 avril, et les matchs retour les 4 et 5 mai 2021.
| Équipe              | Aller | Total | Retour | Équipe          |
| ------------------- | ----- | ----- | ------ | --------------- |
| Real Madrid         | 1 - 1 | 1 - 3 | 0 - 2  | Chelsea FC      |
| Paris Saint-Germain | 1 - 2 | 1 - 4 | 0 - 2  | Manchester City |

| 27 avril 2021 | Real Madrid                                                         | 1 - 1   | Chelsea FC  | Stade Alfredo-Di-Stéfano, Madrid                                                  |                                                                                   |
| 21h00 CEST    | Benzema 29e                                                         | (1 - 1) | 14e Pulisic | Spectateurs : 0 (huis clos) Arbitrage : Danny Makkelie Arbitre vidéo : Kevin Blom | Spectateurs : 0 (huis clos) Arbitrage : Danny Makkelie Arbitre vidéo : Kevin Blom |
| 21h00 CEST    | Vinícius 27e · Kroos 60e · Marcelo 65e · Varane 78e · Odriozola 89e | Rapport | 38e Pulisic | Spectateurs : 0 (huis clos) Arbitrage : Danny Makkelie Arbitre vidéo : Kevin Blom | Spectateurs : 0 (huis clos) Arbitrage : Danny Makkelie Arbitre vidéo : Kevin Blom |

| 5 mai 2021 | Chelsea FC                                 | 2 - 0   | Real Madrid                                      | Stamford Bridge, Londres                                                                   |                                                                                            |
| 21h00 CEST | Werner 28e · Mount 85e                     | (1 - 0) |                                                  | Spectateurs : 0 (huis clos) Arbitrage : Daniele Orsato Arbitre vidéo : Massimiliano Irrati | Spectateurs : 0 (huis clos) Arbitrage : Daniele Orsato Arbitre vidéo : Massimiliano Irrati |
| 21h00 CEST | Jorginho 14e · Christensen 39e · Mount 87e | Rapport | 36e Ramos · 62e Nacho · 72e Kroos · 90e Valverde | Spectateurs : 0 (huis clos) Arbitrage : Daniele Orsato Arbitre vidéo : Massimiliano Irrati | Spectateurs : 0 (huis clos) Arbitrage : Daniele Orsato Arbitre vidéo : Massimiliano Irrati |

| 28 avril 2021 | Paris Saint-Germain                  | 1 - 2   | Manchester City             | Parc des Princes, Paris                                                         |                                                                                 |
| 21h00 CEST    | Marquinhos 15e                       | (1 - 0) | 64e De Bruyne · 71e Mahrez  | Spectateurs : 0 (huis clos) Arbitrage : Felix Brych Arbitre vidéo : Marco Fritz | Spectateurs : 0 (huis clos) Arbitrage : Felix Brych Arbitre vidéo : Marco Fritz |
| 21h00 CEST    | Paredes 70e · Neymar 74e · Gueye 77e | Rapport | 31e Cancelo · 86e De Bruyne | Spectateurs : 0 (huis clos) Arbitrage : Felix Brych Arbitre vidéo : Marco Fritz | Spectateurs : 0 (huis clos) Arbitrage : Felix Brych Arbitre vidéo : Marco Fritz |

| 4 mai 2021 | Manchester City               | 2 - 0   | Paris Saint-Germain                                                   | City of Manchester Stadium, Manchester                                               |                                                                                      |
| 21h00 CEST | Mahrez 11e 63e                | (1 - 0) |                                                                       | Spectateurs : 0 (huis clos) Arbitrage : Björn Kuipers Arbitre vidéo : Pol van Boekel | Spectateurs : 0 (huis clos) Arbitrage : Björn Kuipers Arbitre vidéo : Pol van Boekel |
| 21h00 CEST | Zinchenko 72e · De Bruyne 74e | Rapport | 22e Herrera · 69e Di María · 71e Verratti · 87e Kimpembe · 89e Danilo | Spectateurs : 0 (huis clos) Arbitrage : Björn Kuipers Arbitre vidéo : Pol van Boekel | Spectateurs : 0 (huis clos) Arbitrage : Björn Kuipers Arbitre vidéo : Pol van Boekel |

### Finale
| 29 mai 2021 | Manchester City          | 0 - 1   | Chelsea FC  | Stade du Dragon, Porto                                                                             | |
| 21h00 CEST  |                          | (0 - 1) | 42e Havertz | Spectateurs : 14 110 Arbitrage : Antonio Mateu Lahoz Arbitre vidéo : Alejandro Hernández Hernández | Spectateurs : 14 110 Arbitrage : Antonio Mateu Lahoz Arbitre vidéo : Alejandro Hernández Hernández |
| 21h00 CEST  | Gündoğan 35e · Jesus 88e | Rapport | 57e Rüdiger | Spectateurs : 14 110 Arbitrage : Antonio Mateu Lahoz Arbitre vidéo : Alejandro Hernández Hernández | Spectateurs : 14 110 Arbitrage : Antonio Mateu Lahoz Arbitre vidéo : Alejandro Hernández Hernández |